# 英國皇家海軍
皇家海军（英語：Royal Navy，簡寫：RN），亦称英国皇家海军或英国海军，是英国的首要海上作战部队。9世纪时阿尔弗雷德大帝首先开始使用海上军队，而自14世纪初起英格兰海军开始参与海战。现代皇家海军可追溯至16世纪初，为英国三军中最早成立的军种。因此，皇家海軍又稱為「資深軍種」（Senior Service）。
自17世纪中期至18世纪，皇家海军同荷兰皇家海军和法国海军爭奪制海權。自18世纪中期起其为全球最为强大的海军力量，直至第二次世界大战期间为美国海军所超越。皇家海军于19世纪和20世纪上半叶對大英帝国崛起成为超级大国相當重要。由于其历史地位显赫，人们（包括美國等非英國人士）时常略去“英国”部分，直称其为“皇家海军”。
第一次世界大战后皇家海军规模大幅度缩减，但在第二次世界大战初期其仍为全球规模最大。至战争结束时其規模被美国取代。在冷战期间，皇家海军转变角色为重點反潜力量，主要于GIUK缺口搜索苏联潜艇。福克蘭戰爭、苏联解体之后，皇家海军重新編制远征作战部队，繼續活跃于全球范围，并仍旧是世界最具經驗且實力充足的蓝水海军之一。
皇家海军拥有诸多科技先进的舰船和潜艇，包括兩艘航空母艦、两艘船坞登陆舰、四艘弹道导弹潜艇（维持英国的核威慑）、五艘核动力舰队潜艇、六艘导弹驱逐舰、13艘巡防舰、15艘MCMV及22艘巡逻舰船。截至2017年12月26日，皇家海军共有78艘现役舰艇（包括潜艇），9艘皇家海军辅助舰队（RFA）舰艇、以及5艘根据合同可为辅助舰队使用的商船队舰艇。辅助舰队对皇家海军进行海上补给，通过其三艘贝级登陆舰船提升皇家海军的两栖作战能力，并取代过去巡防舰的职责，同皇家海军一同进行巡逻任务。皇家海军的总排水量达到近400,000吨（包括辅助舰队和皇家海军陆战队则达676,000吨）。
皇家海军與皇家海军陆战队共同組成國王陛下海軍。海军的軍種指揮官为第一海務大臣兼海軍參謀長（1SL/CNS），上将军衔，亦为英国国防委员会成员。国防委员会将海军管理职责下放至海軍部委員會，由国防大臣领衔。皇家海军目前于英国境内拥有三个海军基地：朴次茅斯、克莱德和德文港，其中第三者为西欧最大的海军基地。

## 历史

### 英格兰海军

#### 约900年–1500年
10世纪英格兰王国的海军力量即为其国力的重要组成元素之一。埃塞尔雷德二世曾通过要求每310海德土地需供一艘船建立起一支大型舰队，但对于这一模式是否通常使用，史学界今尚无定论。11世纪丹麦统治期间，官方通过征税维持一支常备舰队，这一制度在复辟英格兰君主忏悔者爱德华（1042年–1066年在位）治下延续了一段时间，爱德华本人也时常亲自指挥舰队。

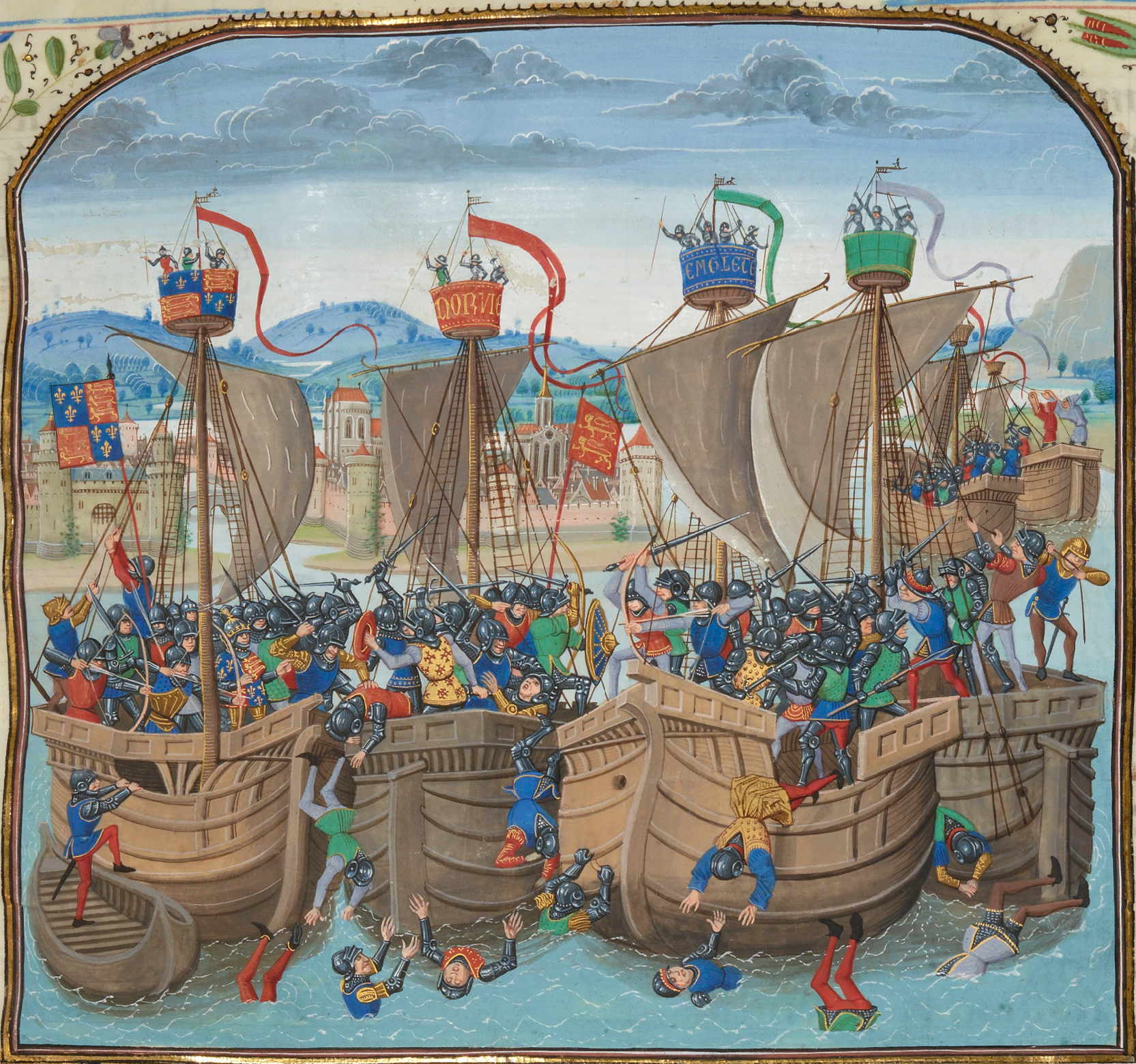
弗鲁瓦萨尔编年史中描绘的斯鲁伊斯海战；14世纪后期

诺曼征服后英格兰的海军力量似乎发生了减退。英格兰及其他地区的中世纪舰队几乎完全由战时征入的商船组成，但亦有一些由君主所有，为战争目的专门建造的“王船”。和一些欧洲国家不同，英格兰在和平时期并未维持小规模的核心战船队伍，其海军组织杂乱无章，战争爆发时动员速度缓慢。
12世纪至13世纪，维京时代终结，同法国的冲突亦主要集中于英属法国领土，由此英格兰在海上受到的威胁十分有限，但在14世纪百年战争的爆发使法国的威慑力急剧提升。1340年战争初期，英格兰国王爱德华三世于斯鲁伊斯海战中击溃法军，导致法国入侵计划失败。英格兰的海军势力使其能够安全地将军队及补给送往大陆，即便如此，英格兰海军却无力阻止法国及其热那亚和卡斯蒂利亚盟友对南岸港口的劫掠。这一威胁在亨利五世占领法国北部后才宣告终结。
常备海军力量的建立在很大程度上要归功于亨利七世。他开始组织建造比过去更大的战船，投资建立造船厂，并于1495年于朴次茅斯兴建了迄今尚存最古老的干船坞。赌金全赢号为在此建造的首艘战船。

#### 1500年–1707年

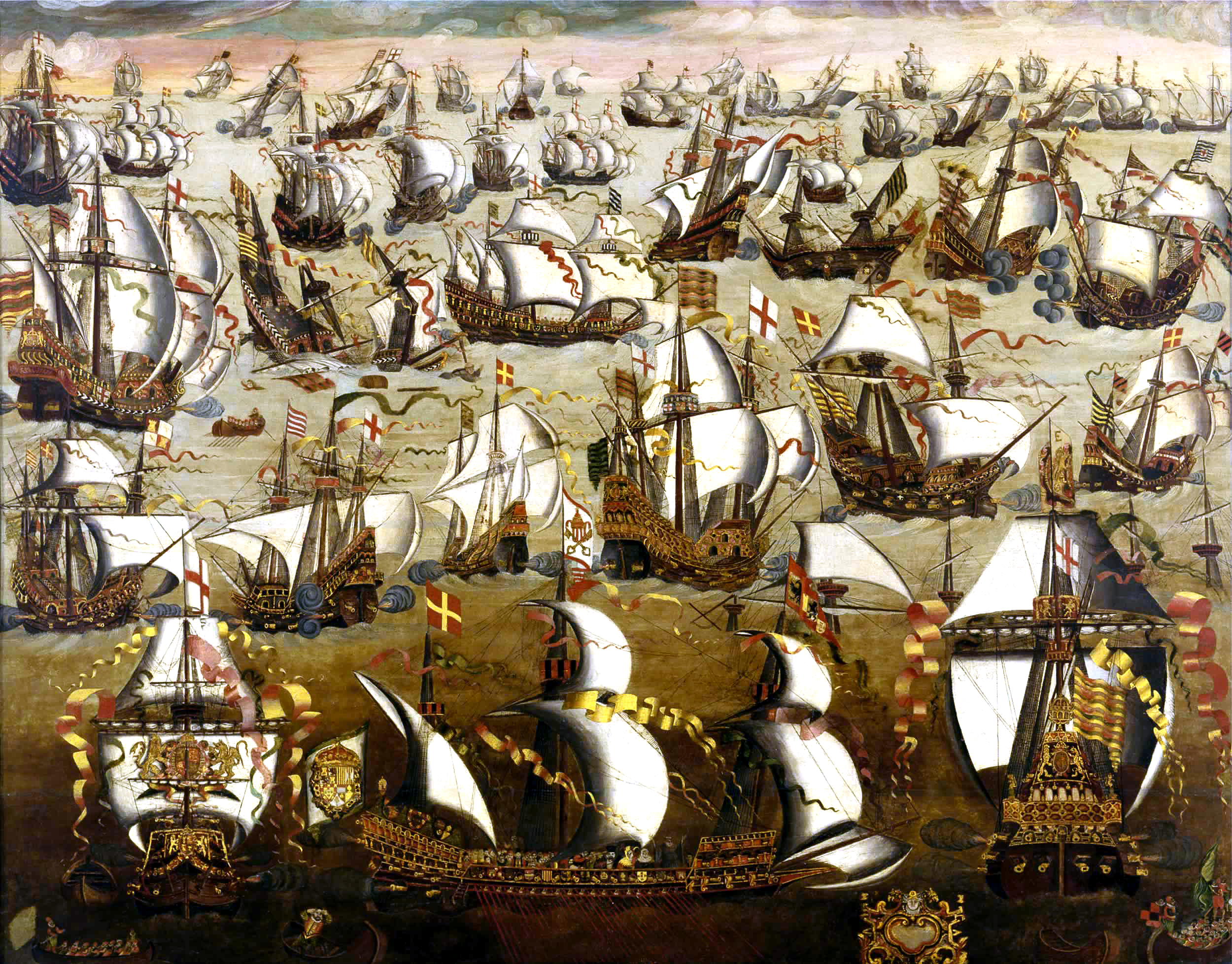
16世纪后期绘画，描绘西班牙舰队同英国战船交战场面

在16世纪初亨利八世统治期间，有其专属事务处、船坞及专用战船的常备“皇家海军”（Navy Royal）逐渐发展起来。在伊丽莎白一世治下，英格兰同西班牙发生冲突，皇家海军与私人舰船一同对西班牙殖民地和商船进行劫掠，收获颇丰。
1588年，费利佩二世派出西班牙舰队，意在终结英格兰对荷兰叛变的支援、阻止英格兰的劫掠活动、推翻新教君主伊丽莎白一世并恢复天主教在英格兰的统治。西班牙舰队由里斯本启航，原先希望护送一支西属尼德兰入侵英格兰，但由于计划制订不佳、英格兰侵扰、荷兰方面封锁及严重风暴而最早失败。1589年英格兰派出英格兰無敵舰队反攻伊比利亚海岸，但未能借势取胜。
17世纪初期，英格兰的海军实力相对减退，巴巴里海盗对英格兰船只及海岸区域进行劫掠及捕获奴隶，皇家海军对其并无太多办法。查理一世大规模兴建战船，建立起一支小规模但颇为强大的舰队，但其筹款方式最终间接导致了英国内战的爆发。内战中废除了君主制，新的英格兰联邦孤立无助，多面受敌，决定大规模扩张海军力量，英格兰海军也由此发展为世界最强。
新政权推行《航海法案》，要求所有往来于英格兰及其殖民地的商业活动均应为英格兰船只执行，由此引发同荷兰共和国的战争。在第一次英荷战争（1652年–1654年）初期，规模巨大且装备精良的英格兰海军在同战术先进的荷兰海军交锋中未能获得优势，战事局面僵持。在改进其战法后，英格兰海军于1653年在波特兰、加巴德和斯赫弗宁恩取得一系列重大胜利，使英格兰最终获胜。这亦是英格兰历史上首次主要由军事专用且国家所有的战船参与的战争。
1660年5月英格兰君主制复辟，查理二世登基，立即推动法案重建海军，但自此刻起海军逐渐发展成为一个国家机构而非君主私产，“皇家海军”一头衔也正式得到使用。
在第一次英荷战争战败后，荷兰对其海军进行了改革，第二次英荷战争（1665年–1667年）双方势均力敌，战事激烈，英格兰在洛斯托夫特海战（1665年）中获胜，荷兰则在史诗性的四日海战（1666年）中取胜。1667年查理二世政府由于财政紧张被迫将舰队撤回港内并进行和谈，荷兰借机发动梅德韦河劫掠，直捣查塔姆造船厂，烧毁或捕获了英格兰海军多艘在港的大型战船。在第三次英荷战争（1672年–1674年）中，查理二世同法国君主路易十四联手，但英國海军屡战不胜，而法国的陆上攻势亦被遏止。

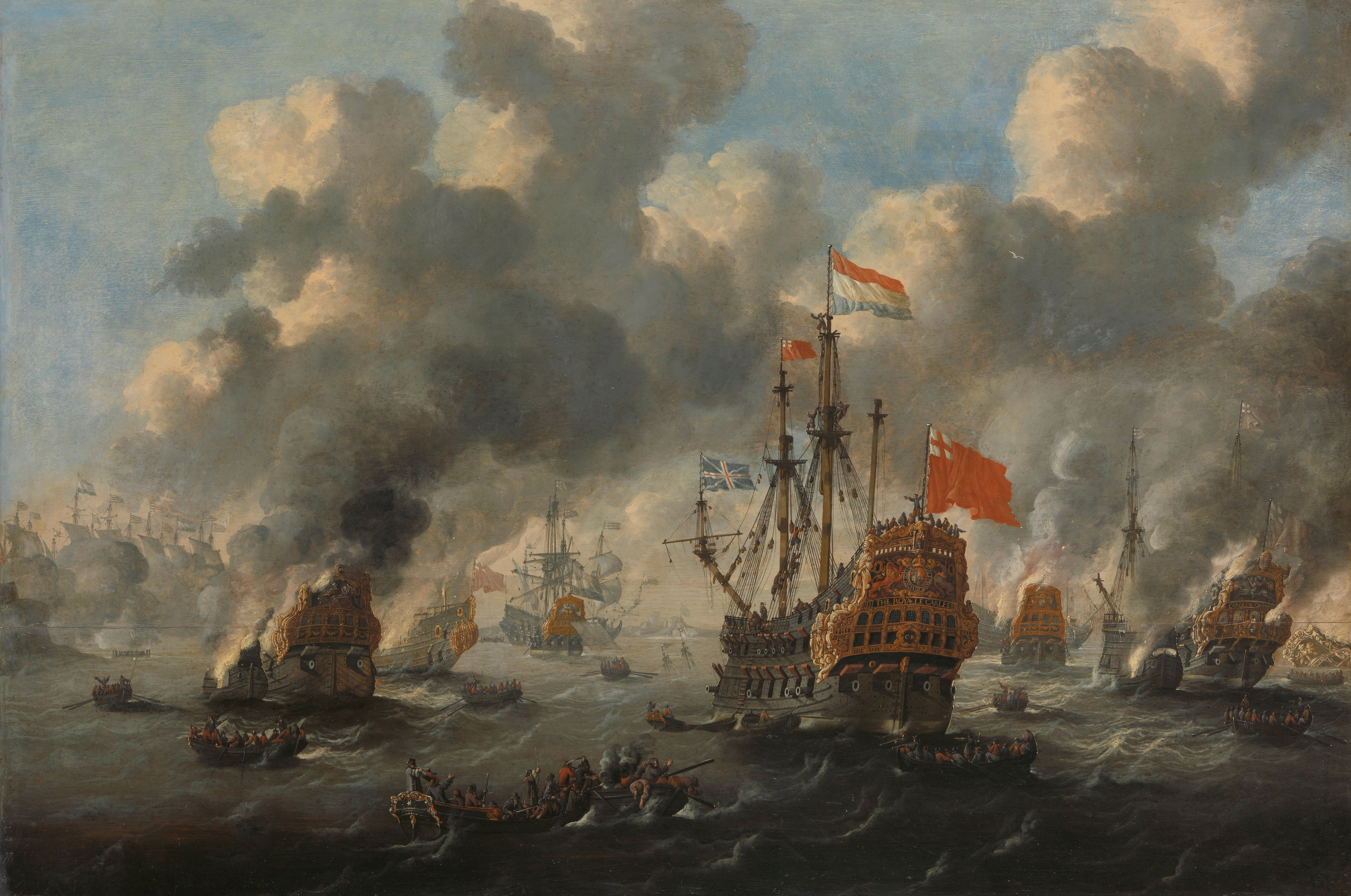
1667年第二次英荷战争中荷兰进行梅德韦河劫掠

1670年代至1680年代，英格兰海军大败巴巴里诸国，迫使其求和，由此终结了巴巴里海盗对英格兰船运的威胁。1688年光荣革命后，英格兰与荷兰一同加入欧洲诸国，在大同盟战争（1688–1697）中联手抵抗路易十四。联军于比奇角海战（1690年）告负，但在巴尔夫勒和拉乌盖（1692年）获胜，宣告了法国短期海上霸权的终结及英格兰和此后英国长期海上霸权的开始。
在17世纪中，英格兰海军由原先半业余且需同私人船只一同作战的“皇家海军”转变为全职业的皇家海军。其财政逐渐受到规范和管制，仅使用战争专用舰船，并发展出了专业的军官队伍及明确的组织结构，取代了原先由海员和在社会上具有地位的前军人共同组成的架构。

### 英国海军

#### 1707年–1815年

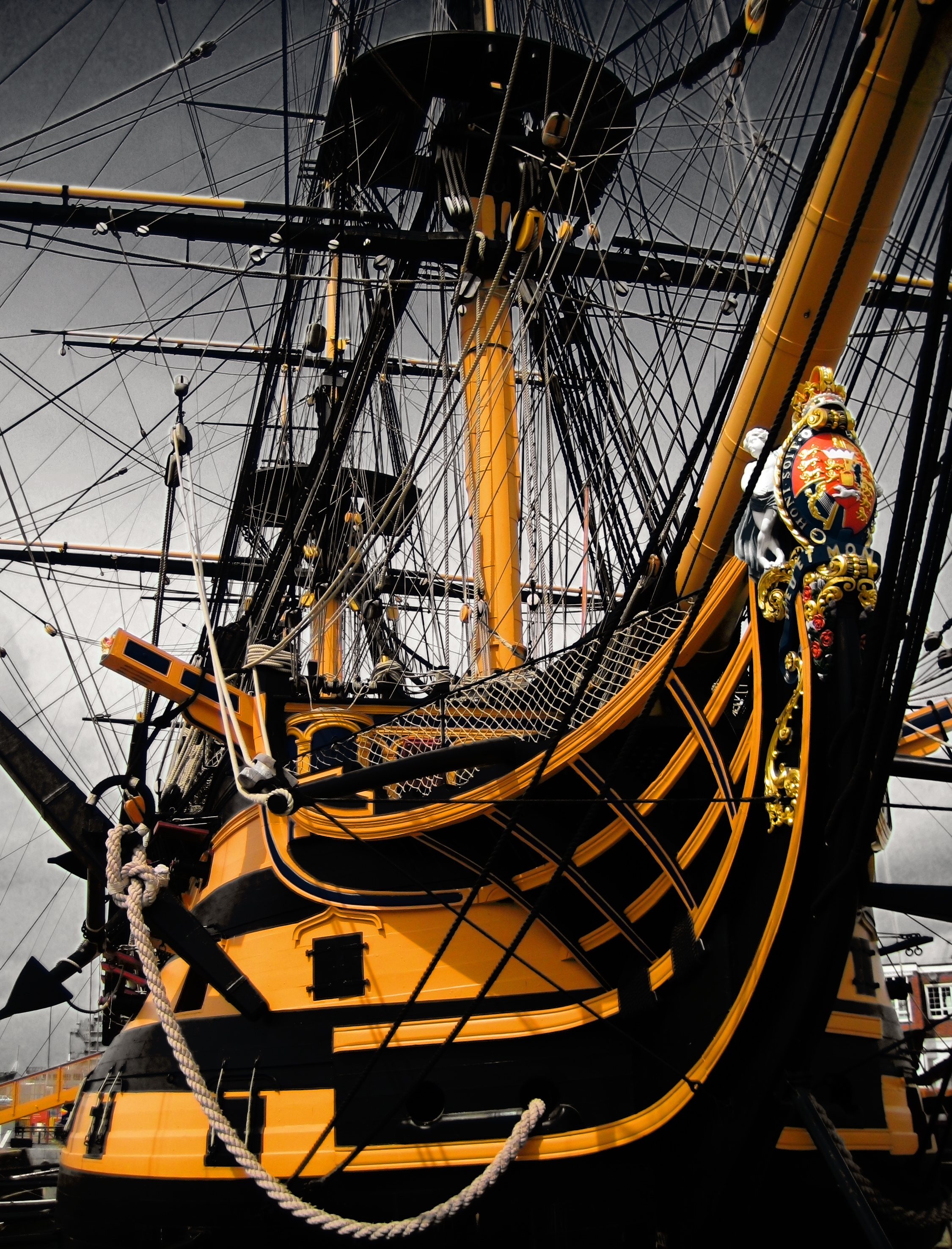
纳尔逊于特拉法加的旗舰胜利号现仍在服役，但其已永久停靠于干船坞中

1707年《联合法令》建立了大不列颠王国，亦将英格兰皇家海军同拥有三艘舰船的苏格兰皇家海军结合起来。18世纪至19世纪皇家海军为全球规模最大的海军力量，但在1805年之前敌船总数时常多于其数目或与之相近。即便如此，英国海军仍旧通过其先进的财政、战略、训练、组织、凝聚力、卫生、船坞、后勤及（自18世纪中期起）战船设计和建造对其敌手保持了绝对性的长期优势。
皇家海军于西班牙王位继承战争（1702年–1714年）中同荷兰联手对抗法国和西班牙海军。这一时期欧洲海军行动目标为获取一地中海基地，由此英国于1703年同葡萄牙续盟，夺取直布罗陀（1704年）及梅诺卡岛（1708年）（战后均为英国所保有），并支持奥地利哈布斯堡盟友自波旁王朝手中夺取西班牙及其地中海领地。战争初期法国海军对英国及荷兰的商船活动造成了显著的破坏，但联军日后于维哥湾海战（1702年）中大败法国和西班牙，皇家海軍與法國海軍在戰爭中達成均勢，但面對法國名將福賓與杜蓋-特魯安時常落入下風。除此之外海军亦协助夺取了新斯科舍和纽芬兰岛的法国殖民地。在四国同盟战争中，皇家海军在帕塞罗角（1718年）击败西班牙舰队，挫败了其自奥地利和萨伏依处夺取西西里及撒丁岛的企图。1720年代的未宣之战中，西班牙收复直布罗陀和梅诺卡岛的计划同樣受挫。
在经历一段时间的相对和平后，皇家海军在詹金斯的耳朵战争（1739年–1748年）中再次同西班牙交锋，多次试图进攻加勒比地区的西班牙港口，鲜尝胜果且损失严重。这一时期在加勒比地区的战事时常导致大量参战者死于热带疾病，这一战争亦不例外。1741年对今哥伦比亚印度群岛卡塔赫纳的围城战中英军战败，海军和陆军均遭受重大损失。1742年，英国海军一支小编队威胁轰炸两西西里王国首都那不勒斯，迫使其在半小时内即宣布退出战事。在规模更大的奥地利王位继承战争（1744–1748）中，英国同法国再次交手。印度洋首次成为重要战场，但这一战争的海军战事未分胜负，1744年法国计划入侵英格兰，但未能成行。此后的七年战争中（1756–1763），英国海军组织两栖行动，协助攻克了加拿大、加勒比和西非的法国领地和法国海岸的一系列岛屿，而在印度洋的军事行动则使法国在印度失去了现实的权力。1759年法国再次试图入侵，但在基伯龙湾背风岸的大风中英国再次获胜，入侵计划失败，法国海军也基本退出了这一战事。1762年英国同西班牙再次开战，并于战时夺取了哈瓦那（及一整支西班牙舰队）和马尼拉。

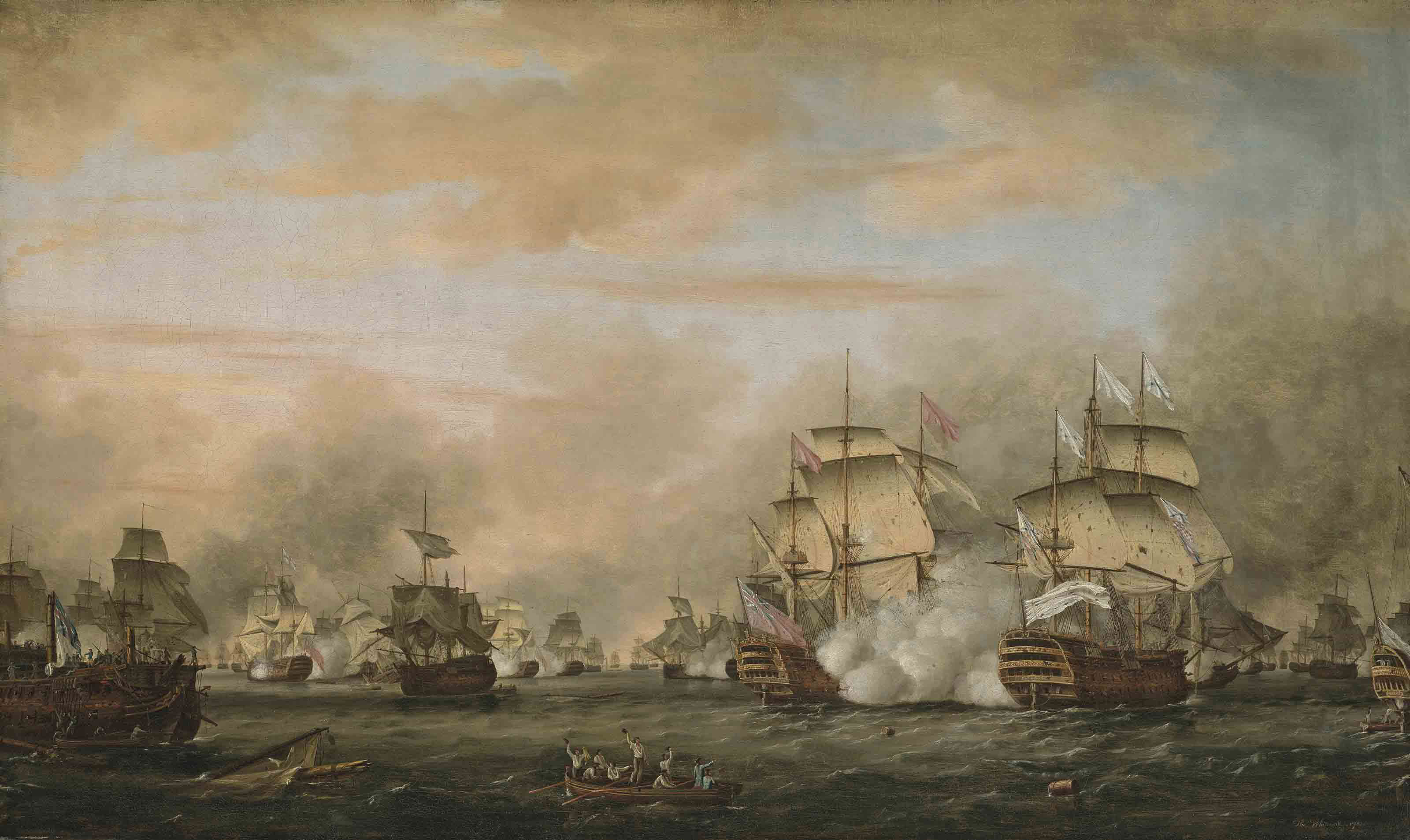
桑特海峡战役（1782年）。右侧的法国旗舰巴黎市号同巴尔夫勒号交战

美国独立战争（1775年–1783年）中皇家海军迅速摧毁了大陆海军的所有巡防舰，但法国、西班牙和荷兰此后加入战争，英国海军自1690年代来首次失去海上主导权。大西洋及加勒比海一系列战役未分决定性胜负，皇家海军也未能保障对北美英军的补给及切断对殖民地叛军的支持。1781年在切萨皮克湾海战中英国海军未能终止法国海军对康沃利斯勋爵军队的封锁，最终导致康沃利斯在约克镇败降。北美战事就此结束，但印度洋战事持续进行，法国未能在印度重新获取一个落脚点。在加勒比地区，英国于桑特海峡（1782年）取胜，同年解围直布罗陀，重新树立了英国海军的领导地位，但未能阻止十三殖民地的最终独立。

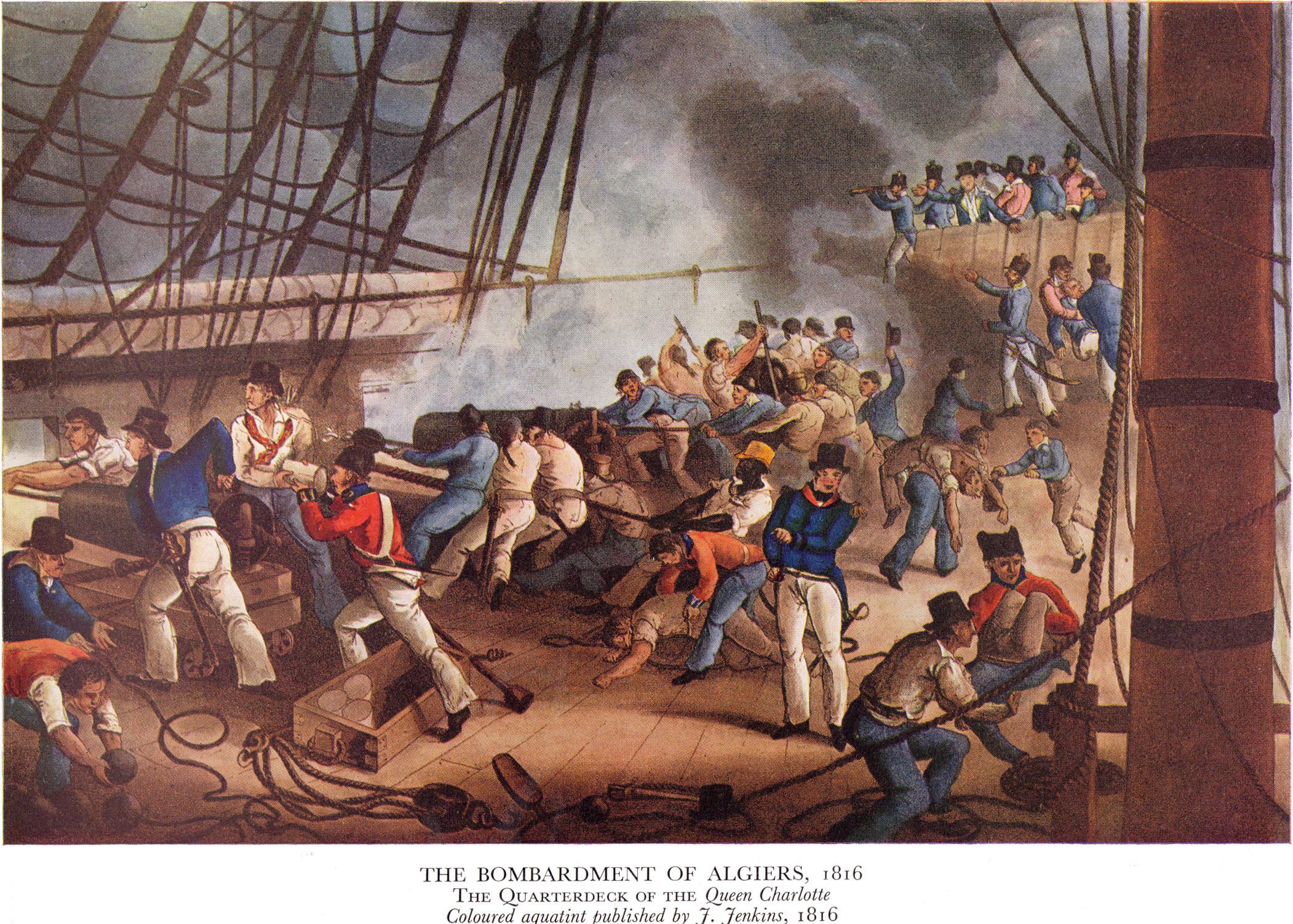
1816年英国海军对阿尔及尔进行轰炸以逼迫其释放欧洲奴隶

1790年代，海军医疗委员会主席吉尔伯特·布兰下令向海员发放柠檬汁，由此在皇家海军中根除了坏血病。其他国家海军此后亦采取了这一措施。
法国大革命战争（1793年–1801年）及拿破仑战争（1803年–1814年及1815年）期间，皇家海军高效运作，压制了所有敌国的海军力量，导致其多数时间内被封锁于港口内。英国于光荣六月一日海战（1794年）及此后一系列小规模战役中获胜，但其所支持的法国保皇党未能重夺法国。1793年英国短暂占领土伦并夺取或摧毁了法国地中海舰队所有舰船。法国革命政权的军事胜利使西班牙和荷兰海军加入法国一方，但1797年坎珀当海战中荷兰大败，1799年剩余舰船又败降于登海尔德，荷兰海军退出战事。1797年的斯皮特黑德和诺尔哗变使英吉利海峡和北海舰队近乎瘫痪，但这一问题很快得到解决。纳尔逊领导的英国地中海舰队未能于1798年阻止拿破仑·波拿巴入侵埃及，但在此后的尼罗河河口海战中击溃法国海军，将其陆军困于埃及。波罗的海诸国决定加入法国一方，于是英国对丹麦发动攻击，在哥本哈根战役（1801年）中丹麦海军损失严重，被迫同英国求和。

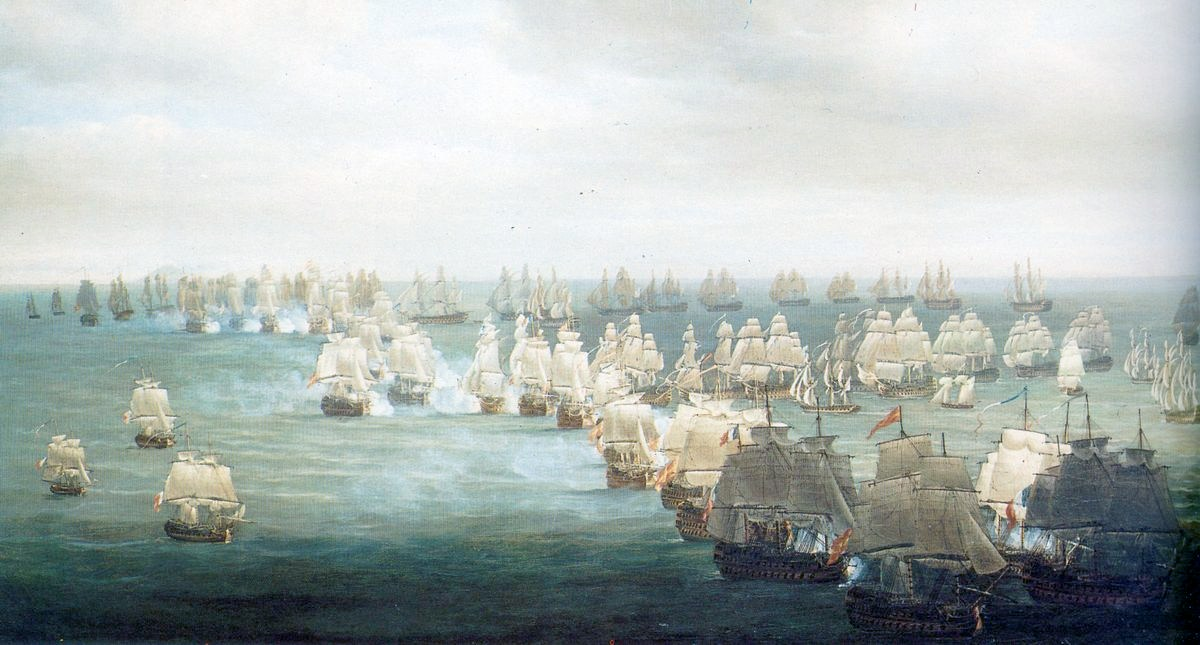
特拉法加海战开始阶段

战争期间皇家海军亦通过两栖行动夺取了多数的法属加勒比岛屿及好望角、锡兰和东印度的荷兰殖民地，但加勒比地区的战事导致了大量由热带疾病造成的损失。1802年的《亚眠和约》暂时中止了战事，多数所得均归还原主，但英国得以保有锡兰和特立尼达岛。1803年战火重燃，拿破仑试图自封锁港口中组织一支大型法西联合舰队以支持入侵英国，但这一计划为皇家海军所挫败，联合舰队亦在特拉法加海战（1805年）中为纳尔逊击溃。这一胜利象征英国海军力量达到顶峰，其海上主导地位在20世纪初期之前都未再次受到挑战。
特拉法加海战后，海上军事行动主要集中于摧毁小规模法国舰队，一系列两栖行动则夺回了在《亚眠和约》中归还的诸多领地以及位于印度洋的法国海军基地毛里求斯。1807年法国计划获取丹麦舰队，英国先发攻击，在哥本哈根战役中取胜并俘获全部丹麦海军。特拉法加海战时皇家海军海员人数近120,000人，其中超过一半均为强征入伍者。对美国海员的强征行动导致了1812年战争（1812年–1814年）的爆发，但海上战事主要局限于商业劫掠及独船行动。1815年拿破仑回归，但海上战事并未重燃。

#### 1815年–1914年
1815年至1914年间，由于缺乏敌手，皇家海军活动相对有限。这一时期由于蒸汽动力、金属造船及爆炸性弹药的引入，海上作战方式发生了革命性的变化。英国革新了其整支舰队，但仍旧对其所有潜在敌手保持决定性优势。

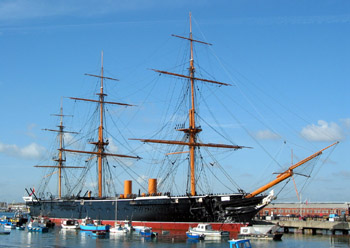
勇士号，首艘铁甲船壳装甲战舰

工业革命使英国在造船业和金融资源上世界领先，其敌手即便享受工业革命成果亦无法在数目上击败英国海军。1859年，皇家海军舰船数量估计达到1,000艘，包括战争和非战争舰船。1889年，国会通过《海军防御法案》，正式采用“两强标准”，要求皇家海军战列舰数量必须至少与第二和第三大海军数量总和相等。

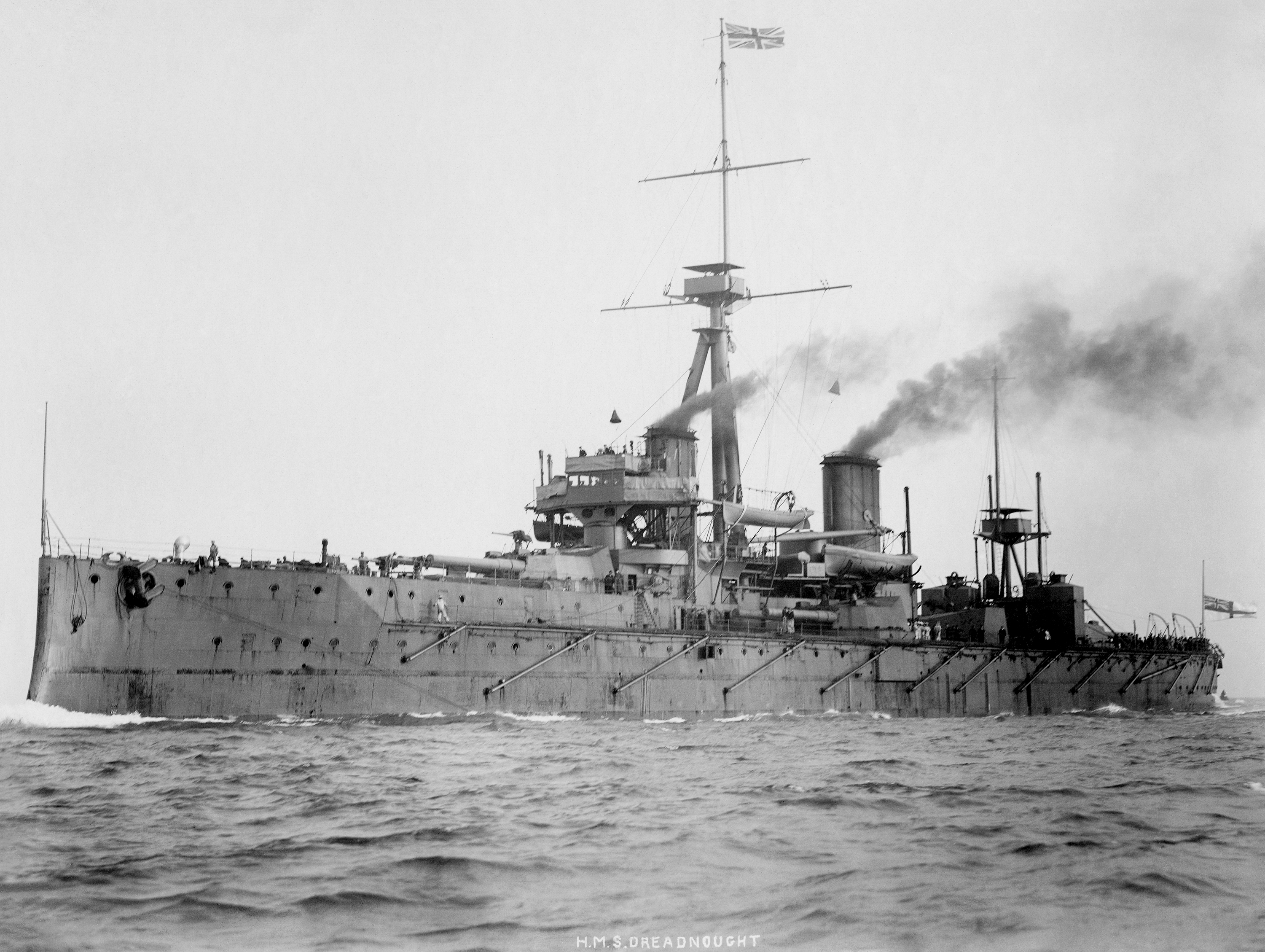
无畏号战列舰

这一时期皇家海军的首次主要行动发生于1816年。埃克斯茅斯勋爵带领一支英荷联合舰队对阿尔及尔进行轰炸，以迫使巴巴里海盗国家阿尔及尔释放基督教奴隶并停止劫掠欧洲人为奴。希腊独立战争期间，英国、法国及俄罗斯的联合舰队在1827年纳瓦里诺海战中击败奥斯曼海军，这也是史上最后一场大规模帆船海战。同时，皇家海军亦在南中国海开展反海盗行动。1807年至1865年间，皇家海军开展非洲封锁以遏止非法奴隶贸易。除此之外，英国海军亦参与了1854年至1856年的克里米亚战争以及一系列位于亚洲荷非洲的军事行动，包括同中国清王朝的第一次和第二次鸦片战争。1856年8月27日，皇家海军参与了史上最短的战争——英桑战争。
1879年海军军内禁止鞭刑，一系列改善军人生活条件的改革也逐渐推行。

#### 1914年–1945年
在两次世界大战中，皇家海军两次都依靠美国的支援在第一次和第二次大西洋海战中成功撑过了德国无限制潜艇战战略的攻势，保障食物、军需品和原材料得以顺利流入英国。
第一次世界大战期间，皇家海军主力位于本土大舰队，在北海同德国公海舰队展开周旋。两支舰队多次交锋，未分上下，其中最为主要的一次为1916年的日德兰海战，虽然此役数量优势的英国海军损失巨大，但相比公海舰队仍然在数量上占据绝对优势，公海舰队也在由此放弃了与英国进行舰队决战的计划。直到1918年10月29日，面对与英军舰队的决战命令，不想出击的德国水兵们爆发叛乱，并随着德国十一月革命导致德国投降，使得英国海军得以不用与强大的公海舰队进行舰队决战，从而得以保留了实力。
在其他地区皇家海军也对德国的水面战舰展开了攻击。1915年同奥斯曼帝国的达达尼尔战役中，英国海军妄图突破海峡中的水雷和海岸防卫系统，遭受严重损失。
第一次世界大战开始阶段拥有数量优势的皇家海军立即对德国进行了封锁。北部巡逻军封锁了北海，而多佛尔巡逻军则封锁了英吉利海峡。英国海军亦在北海部署了水雷。德意志帝国海军无法进入大西洋，而中立的商船亦无法进出德国。在停战协议签署后的八个月，封锁行动继续执行，旨在逼迫德国终止战事并签署《凡尔赛条约》。
皇家海军及英国遭受的最严重的威胁来自德国U型潜艇对商船的攻击。战争多数时间内德国遵循规定，在击沉商船前事先警告之并疏散其乘客。1915年德国不再遵守这一要求，开始无限制击沉商船，但在中立方压力之下决定采取原先交战规则。1917年无限制潜艇战重新开始，英国及其盟友补给受到威胁。即便护航制度在保护船只方面颇为有效，皇家海军仍旧不愿采取这一举措，由此在抵御无限制潜艇战方面收效甚微。后期护航制度最终引入及美国的介入，一定程度上抑制了潜艇造成的损失。

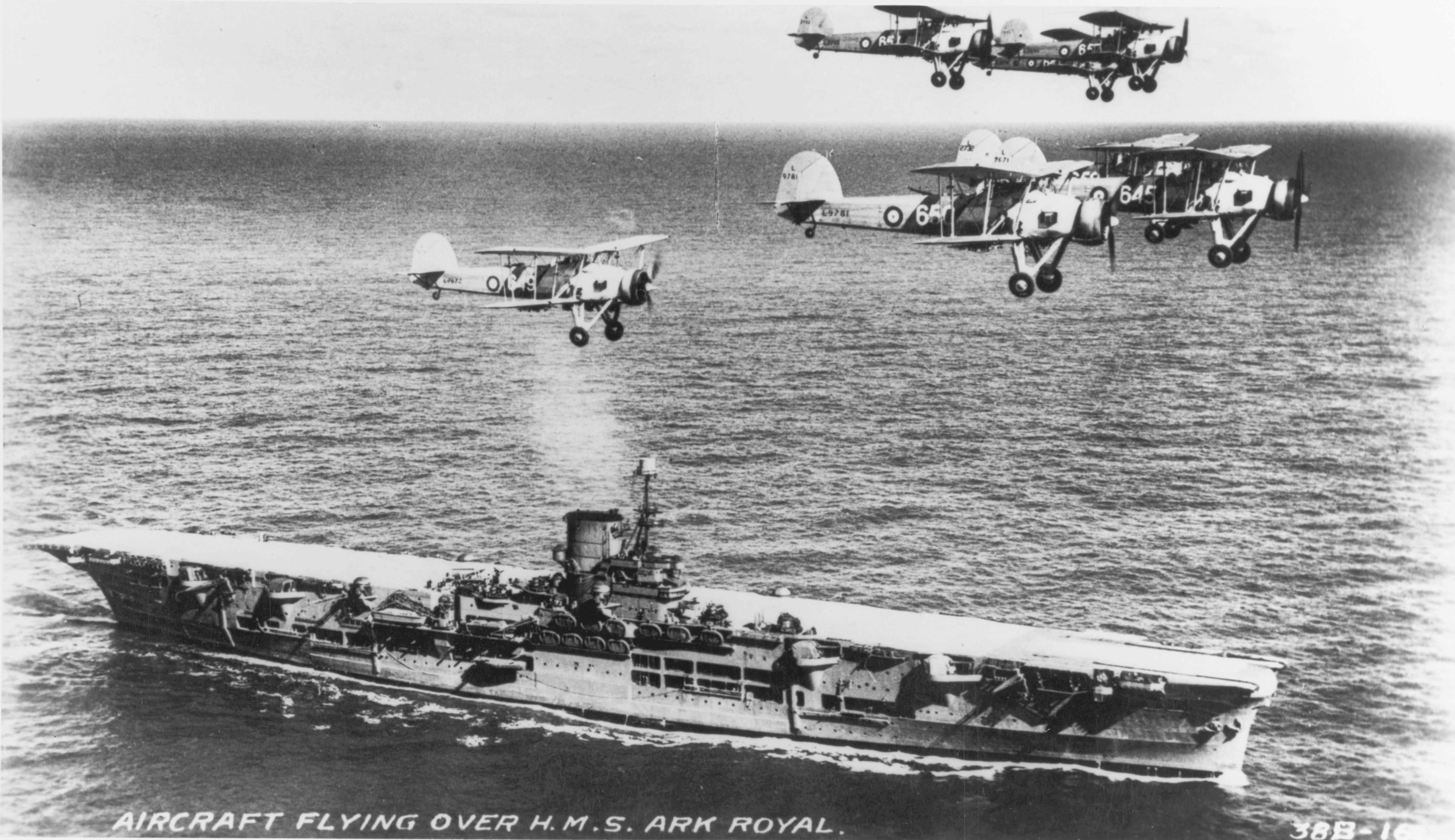
皇家方舟号航空母舰

战间期的英国海军实力大幅度减退。华盛顿及伦敦海军条约要求拆解一定数量的主力舰并限制新舰船的建造。1932年，降薪25%的提案导致了因弗戈登哗变的爆发，降薪幅度最终回落至10%。1930年代中期国际局势日渐紧张，1935年的第二次伦敦海军条约未能阻止新的海军竞赛爆发。1938年，海军条约已失去任何限制力，此时皇家海军已开始重新武装，新的战列舰及其首艘航空母舰开始建造。多艘现有的战列舰、战列巡洋舰及重型巡洋舰亦接受改造，防空武器得到增强，亦引入ASDIC、甚高频测向及水中听音器等新科技。1918年皇家海军航空隊与皇家飞行队合并为皇家空军，皇家海军也由此失去了对海军航空兵的控制权，但1937年舰队航空兵分归海军，由此收回了舰载飞机的控制权。然而此时英国海军的空中力量远远不及其敌人，大日本帝国海军及美国海军也逐渐在这一方面开始超越英国。

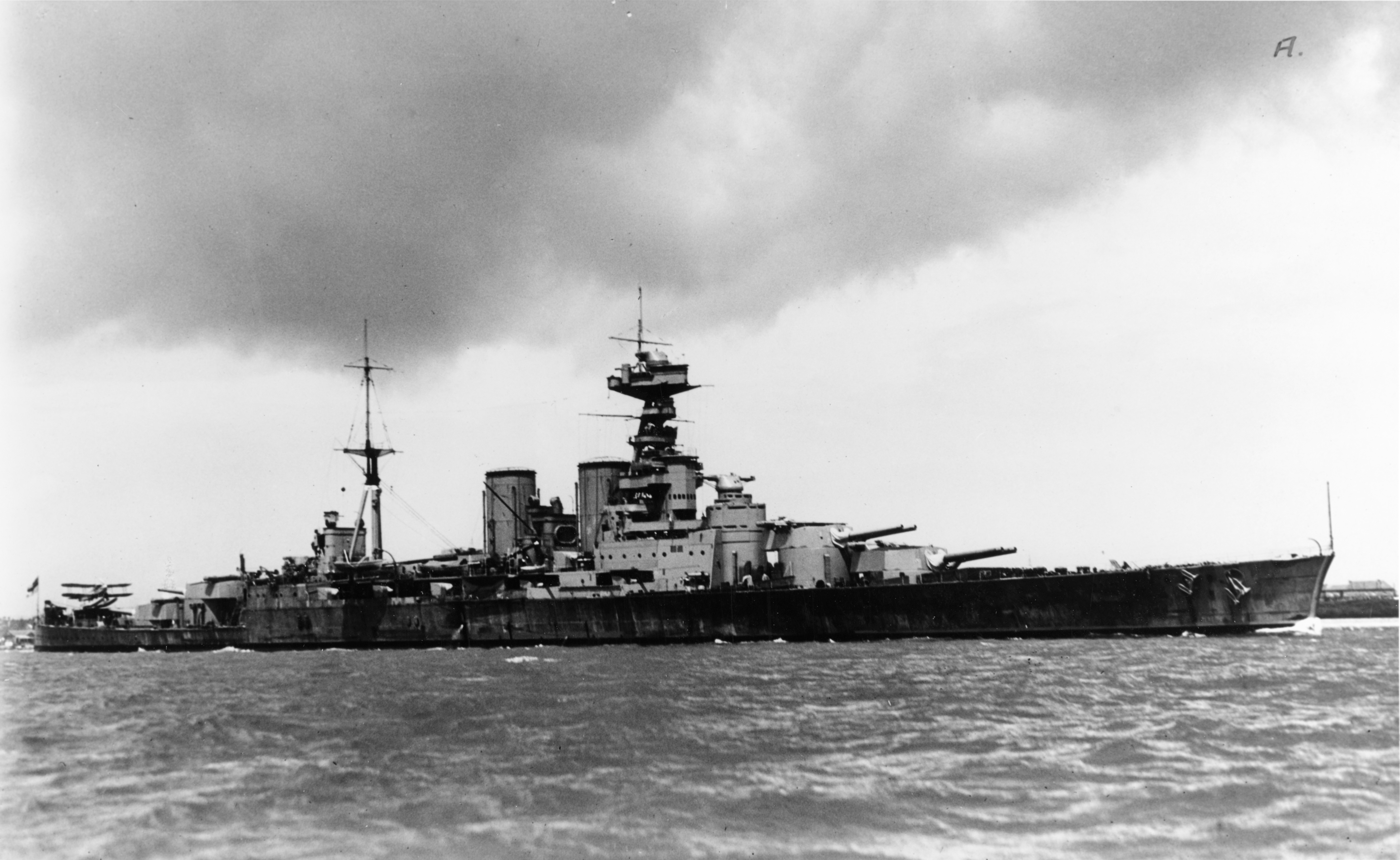
胡德号战列巡洋舰

1939年第二次世界大战爆发时，皇家海军仍为世界最大，舰船总数超过1,400艘，包括15艘战列舰及战列巡洋舰（另外5艘在造）、7艘航空母舰（另外5艘在造）、66艘巡洋舰（23艘在造）、184艘驱逐舰（52艘在造）、45艘护航和巡逻舰船（9艘在造、1艘订制）及60艘潜艇（9艘在造）。战争初期，皇家海军在英国自敦刻尔克的撤退行动中扮演了至关重要的地位。塔兰托战役中康宁汉上将指挥了历史上首次海军航空攻击。克里特岛战役战败后康宁汉下令必須尽可能撤离联军士兵。陆军将领担心海军会由此遭受严重损失，康宁汉回应：“英国需要三年来建造一艘新军舰，但需要三个世纪来建立一个新传统。撤退行动将继续进行。”
在战争开始的前两年内皇家海军损失严重。在欧洲战场损失包括皇家方舟号、勇气号及光荣号航空母舰、皇家橡树号和巴勒姆号战列舰及胡德号战列巡洋舰；在亚洲战场损失包括竞技神号航空母舰、反击号战列巡洋舰、威尔士亲王号战列舰及多塞特郡号、康沃尔号和埃克塞特号重型巡洋舰。胡德号全舰1,418官兵中仅三人生还。1940年6月改造运兵船兰开斯特里亚号被击沉，超过3,000人丧生，为英国航海史上死亡最多的单次事件。战争初期对于敌军水面舰船的战事则较为成功，如1939年的拉普拉塔河口和1940年的挪威海岸。1941年5月，俾斯麦号战列舰被击沉，德国就此失去了外海水面作战能力。皇家海军亦对行船线路进行保护，由此英国军队可前往世界其他区域进行作战，如北非、地中海及远东。大西洋制海权保障了两栖行动的顺利开展，协助了对西北非、西西里、意大利及诺曼底的入侵行动。皇家海军同时对大西洋和北冰洋的盟军舰船进行护航，保护其不受空中、水面及潜艇攻击。德国沙恩霍斯特号战列巡洋舰即于1943年一次对护航船队的攻击中被击沉。战争结束时皇家海军总舰船数超过4,800艘，位居世界第二。

## 艦隊編制
| 年份 | 潛艇 | 潛艇         | 潛艇           | 潛艇       | 航空母艦 | 航空母艦 | 航空母艦     | 兩棲突擊艦 | 水面攻擊艦艇 | 水面攻擊艦艇 | 水面攻擊艦艇 | 水面攻擊艦艇 | 掃雷艦 | 巡邏艇 | 總數 |
| 年份 | 總數 | 彈道導彈潛艇 | 攻擊型核子潛艇 | 攻擊型潛艇 | 總數     | 航空母艦 | 輕型航空母艦 | 兩棲突擊艦 | 總數         | 巡洋艦       | 驅逐艦       | 巡防艦       | 掃雷艦 | 巡邏艇 | 總數 |
| ---- | ---- | ------------ | -------------- | ---------- | -------- | -------- | ------------ | ---------- | ------------ | ------------ | ------------ | ------------ | ------ | ------ | ---- |
| 1960 | 48   | 0            | 0              | 48         | 9        | 6        | 3            | 0          | 145          | 6            | 55           | 84           |        |        | 202  |
| 1965 | 47   | 0            | 1              | 46         | 6        | 4        | 2            | 0          | 117          | 5            | 36           | 76           |        |        | 170  |
| 1970 | 42   | 4            | 3              | 35         | 5        | 3        | 2            | 2          | 97           | 4            | 19           | 74           |        |        | 146  |
| 1975 | 32   | 4            | 8              | 20         | 3        | 1        | 2            | 2          | 72           | 2            | 10           | 60           | 43     | 14     | 166  |
| 1980 | 32   | 4            | 11             | 17         | 3        | 0        | 3            | 2          | 67           | 1            | 13           | 53           | 36     | 22     | 162  |
| 1985 | 33   | 4            | 14             | 15         | 4        | 0        | 4            | 2          | 56           | 0            | 15           | 41           | 45     | 32     | 172  |
| 1990 | 31   | 4            | 17             | 10         | 3        | 0        | 3            | 2          | 49           | 0            | 14           | 35           | 41     | 34     | 160  |
| 1995 | 16   | 4            | 12             | 0          | 3        | 0        | 3            | 2          | 35           | 0            | 12           | 23           | 18     | 32     | 106  |
| 2000 | 16   | 4            | 12             | 0          | 3        | 0        | 3            | 3          | 32           | 0            | 11           | 21           | 21     | 23     | 98   |
| 2005 | 15   | 4            | 11             | 0          | 3        | 0        | 3            | 2          | 28           | 0            | 9            | 19           | 16     | 26     | 90   |
| 2010 | 12   | 4            | 8              | 0          | 3        | 0        | 3            | 3          | 24           | 0            | 7            | 17           | 16     | 23     | 78   |
| 2015 | 10   | 4            | 6              | 0          | 0        | 0        | 0            | 3          | 19           | 0            | 6            | 13           | 15     | 22     | 69   |
| 2020 | 11   | 4            | 7              | 0          | 2        | 2        | 0            | 2          | 19           | 0            | 6            | 13           | 13     | 24     | 69   |

### 大型軍艦
伊利沙白女皇級航空母艦2017年12月7日正式服役。兩艘航母價值七十億英鎊，排水量達65,000噸，她們搭載F-35B閃電II戰鬥機。於2003及2004年間相繼加入英國皇家海軍的两艘海神之子级（Albion class）船塢登陸艦在2024年底退役。

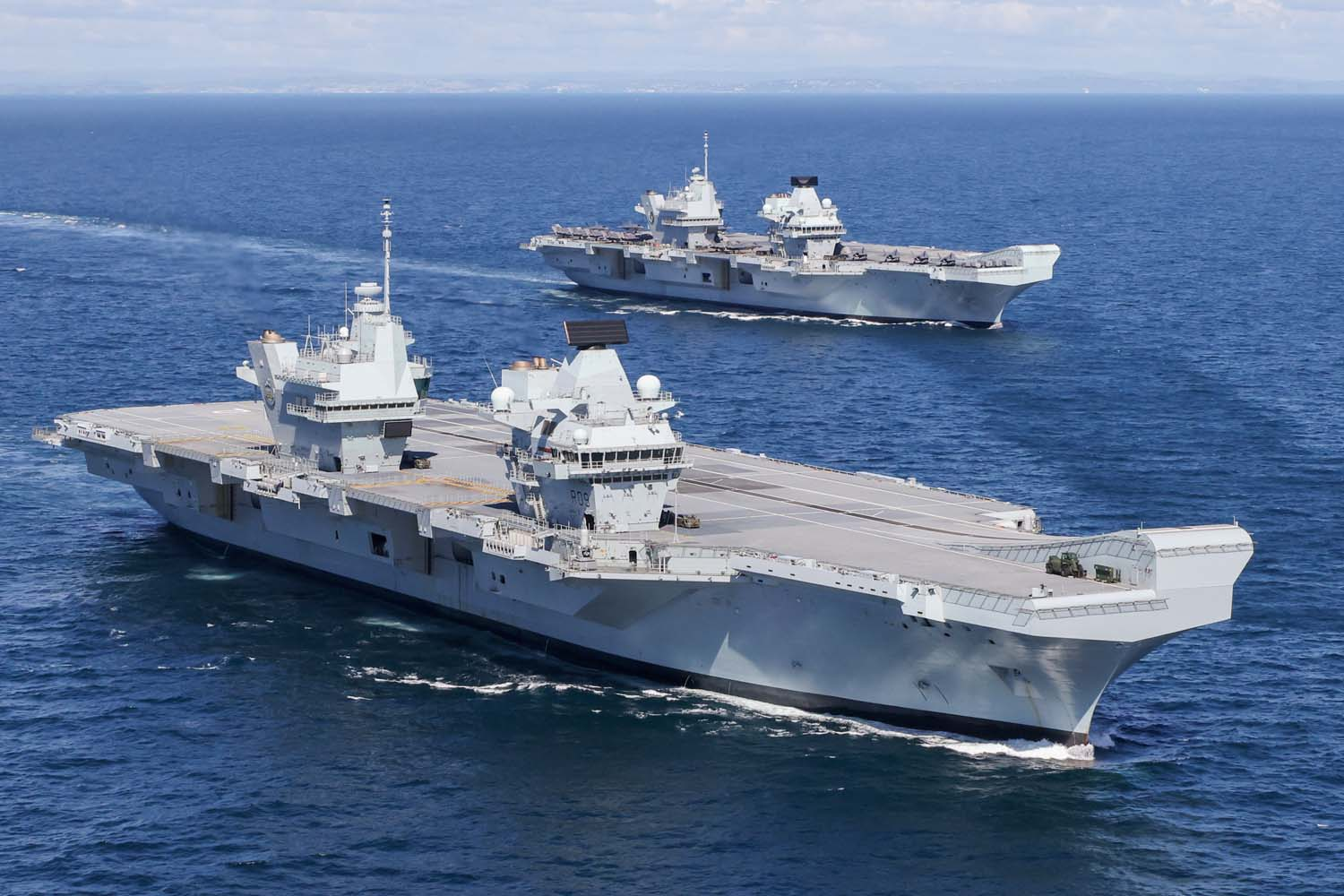
伊丽莎白女王号航空母舰和威爾斯親王號航空母艦
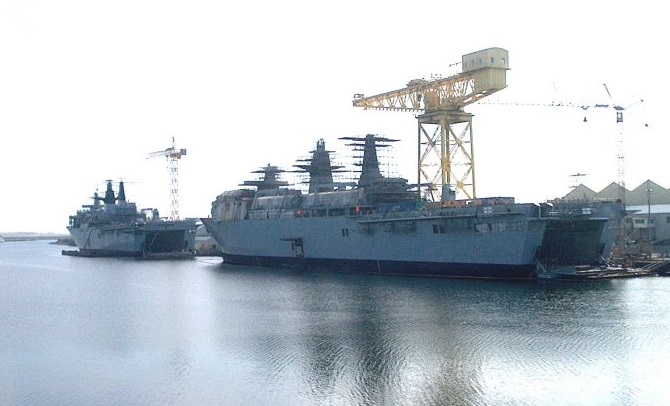
白島號船塢登陸艦和堡壘號船塢登陸艦

航空母艦
| 艦級                   | 艦名                                 | 舷號 | 服役           | 噸位     | 類型     | 母港             | 備註 |
| ---------------------- | ------------------------------------ | ---- | -------------- | -------- | -------- | ---------------- | ---- |
| 伊利沙白女皇級航空母艦 | HMS Queen Elizabeth (伊麗莎白女王號) | R08  | 2017年12月7日  | 70,500噸 | 航空母艦 | 樸資茅斯海軍基地 |      |
| 伊利沙白女皇級航空母艦 | HMS Prince of Wales (威爾斯親王號)   | R09  | 2019年12月10日 | 70,500噸 | 航空母艦 | 樸資茅斯海軍基地 |      |

#### 船坞登陆艦
| 艦級                 | 艦名                    | 舷號 | 服役      | 噸位     | 類型       | 母港           | 備註         |
| -------------------- | ----------------------- | ---- | --------- | -------- | ---------- | -------------- | ------------ |
| 海神之子級船塢登陸艦 | HMS Albion (海神之子號) | L14  | 2003年6月 | 19,560噸 | 船塢登陸艦 | 德文港海軍基地 | 2024年底退役 |
| 海神之子級船塢登陸艦 | HMS Bulwark (堡壘號)    | L15  | 2005年4月 | 19,560噸 | 船塢登陸艦 | 德文港海軍基地 | 2024年底退役 |

### 護航艦艇
截至2024年共有6艘45型驅逐艦及11艘23型護衛艦在役。此外，皇家海軍規劃將於2020年代中以8艘26型巡防艦及5艘31型巡防艦取代23型護衛艦，並建造更新的32型巡防艦彌補數量不足，2030年代以8艘83型驅逐艦取代45型驅逐艦。

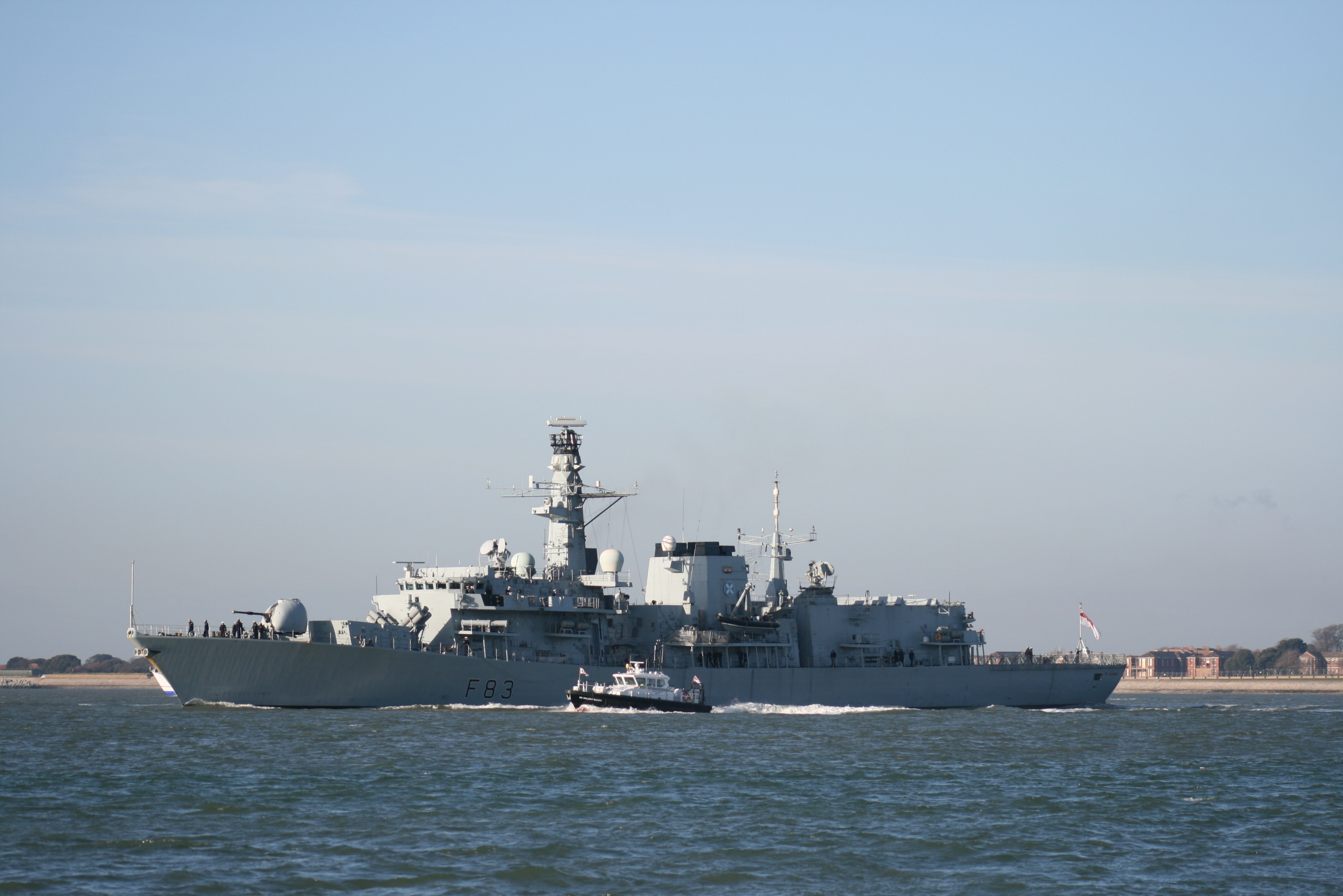
聖奧爾本斯號
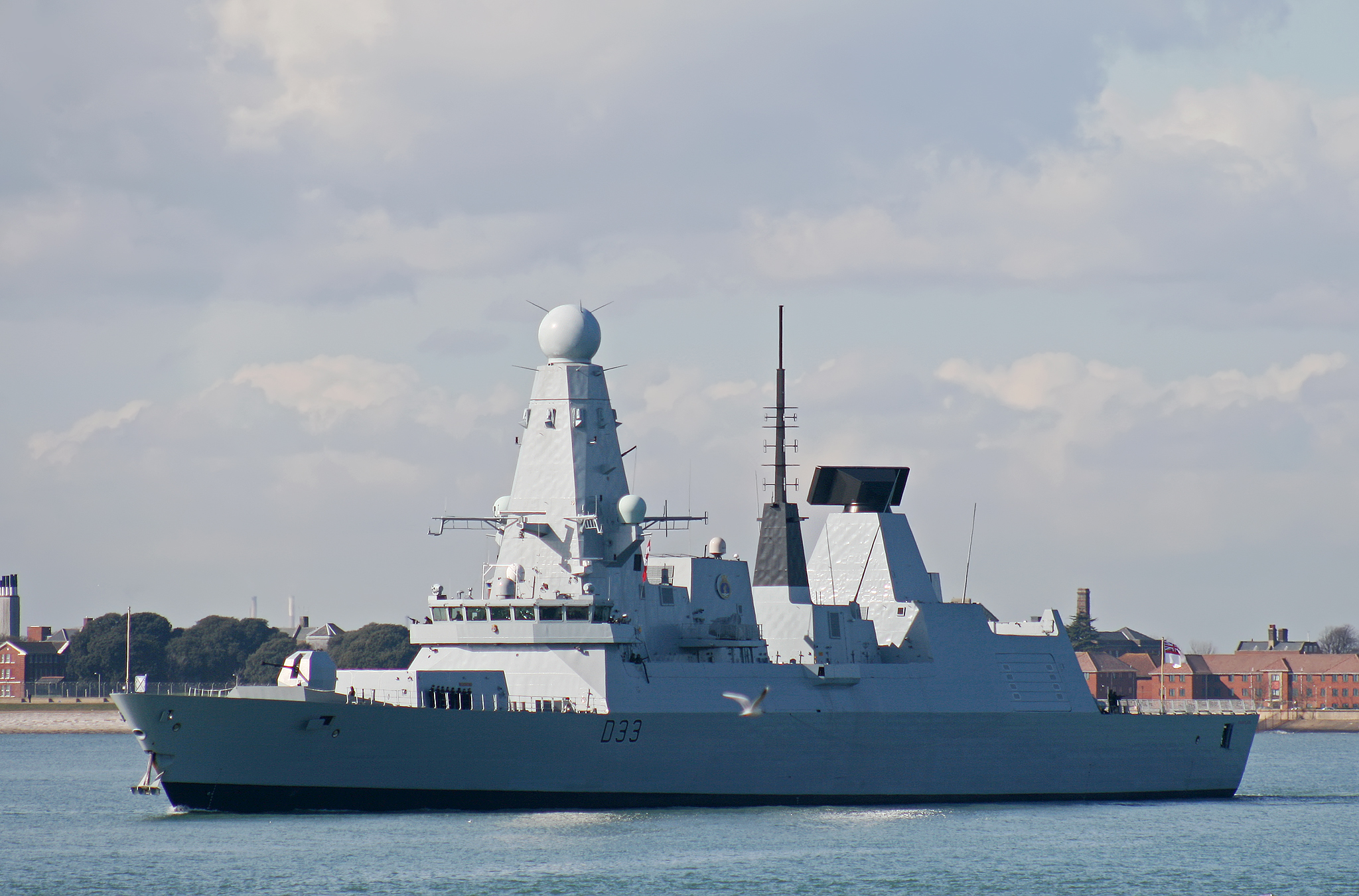
不屈號

#### 驅逐艦及巡防艦
| 艦級       | 艦名                            | 舷號 | 服役       | 噸位    | 類型       | 母港             | 備註   |
| ---------- | ------------------------------- | ---- | ---------- | ------- | ---------- | ---------------- | ------ |
| 45型驅逐艦 | HMS Daring (勇敢號)             | D32  | 2009       | 8,500噸 | 飛彈驅逐艦 | 樸資茅斯海軍基地 |        |
| 45型驅逐艦 | HMS Dauntless (無畏號)          | D33  | 2010       | 8,500噸 | 飛彈驅逐艦 | 樸資茅斯海軍基地 | [ 68 ] |
| 45型驅逐艦 | HMS Diamond (鑽石號)            | D34  | 2011       | 8,500噸 | 飛彈驅逐艦 | 樸資茅斯海軍基地 | [ 69 ] |
| 45型驅逐艦 | HMS Dragon (龍號)               | D35  | 2012       | 8,500噸 | 飛彈驅逐艦 | 樸資茅斯海軍基地 |        |
| 45型驅逐艦 | HMS Defender (衞士號)           | D36  | 2013       | 8,500噸 | 飛彈驅逐艦 | 樸資茅斯海軍基地 | [ 70 ] |
| 45型驅逐艦 | HMS Duncan (鄧肯號)             | D37  | 2013       | 8,500噸 | 飛彈驅逐艦 | 樸資茅斯海軍基地 | [ 71 ] |
| 23型巡防艦 | HMS Argyll (阿蓋爾號)           | F231 | 1991年5月  | 4,900噸 | 飛彈巡防艦 |                  | [ 72 ] |
| 23型巡防艦 | HMS Lancaster (蘭卡斯特號)      | F229 | 1992年5月  | 4,900噸 | 飛彈巡防艦 |                  | [ 73 ] |
| 23型巡防艦 | HMS Iron Duke (鐵公爵號)        | F234 | 1993年5月  | 4,900噸 | 飛彈巡防艦 |                  | [ 74 ] |
| 23型巡防艦 | HMS Montrose (蒙特羅斯號)       | F236 | 1994年6月  | 4,900噸 | 飛彈巡防艦 |                  | [ 75 ] |
| 23型巡防艦 | HMS Westminster (西敏號)        | F237 | 1994年5月  | 4,900噸 | 飛彈巡防艦 |                  | [ 76 ] |
| 23型巡防艦 | HMS Northumberland (諾森伯蘭號) | F238 | 1994年11月 | 4,900噸 | 飛彈巡防艦 |                  | [ 77 ] |
| 23型巡防艦 | HMS Richmond (里士满號)         | F239 | 1995年6月  | 4,900噸 | 飛彈巡防艦 |                  | [ 78 ] |
| 23型巡防艦 | HMS Somerset (萨默塞特號)       | F82  | 1996年9月  | 4,900噸 | 飛彈巡防艦 |                  | [ 79 ] |
| 23型巡防艦 | HMS Sutherland (薩瑟蘭號)       | F81  | 1997年7月  | 4,900噸 | 飛彈巡防艦 |                  | [ 80 ] |
| 23型巡防艦 | HMS Kent (肯特號)               | F78  | 2000年6月  | 4,900噸 | 飛彈巡防艦 |                  | [ 81 ] |
| 23型巡防艦 | HMS Portland (波特蘭號)         | F79  | 2001年5月  | 4,900噸 | 飛彈巡防艦 |                  | [ 82 ] |
| 23型巡防艦 | HMS St Albans (聖奧爾本斯號)    | F83  | 2002年6月  | 4,900噸 | 飛彈巡防艦 |                  |        |

#### 巡邏艦

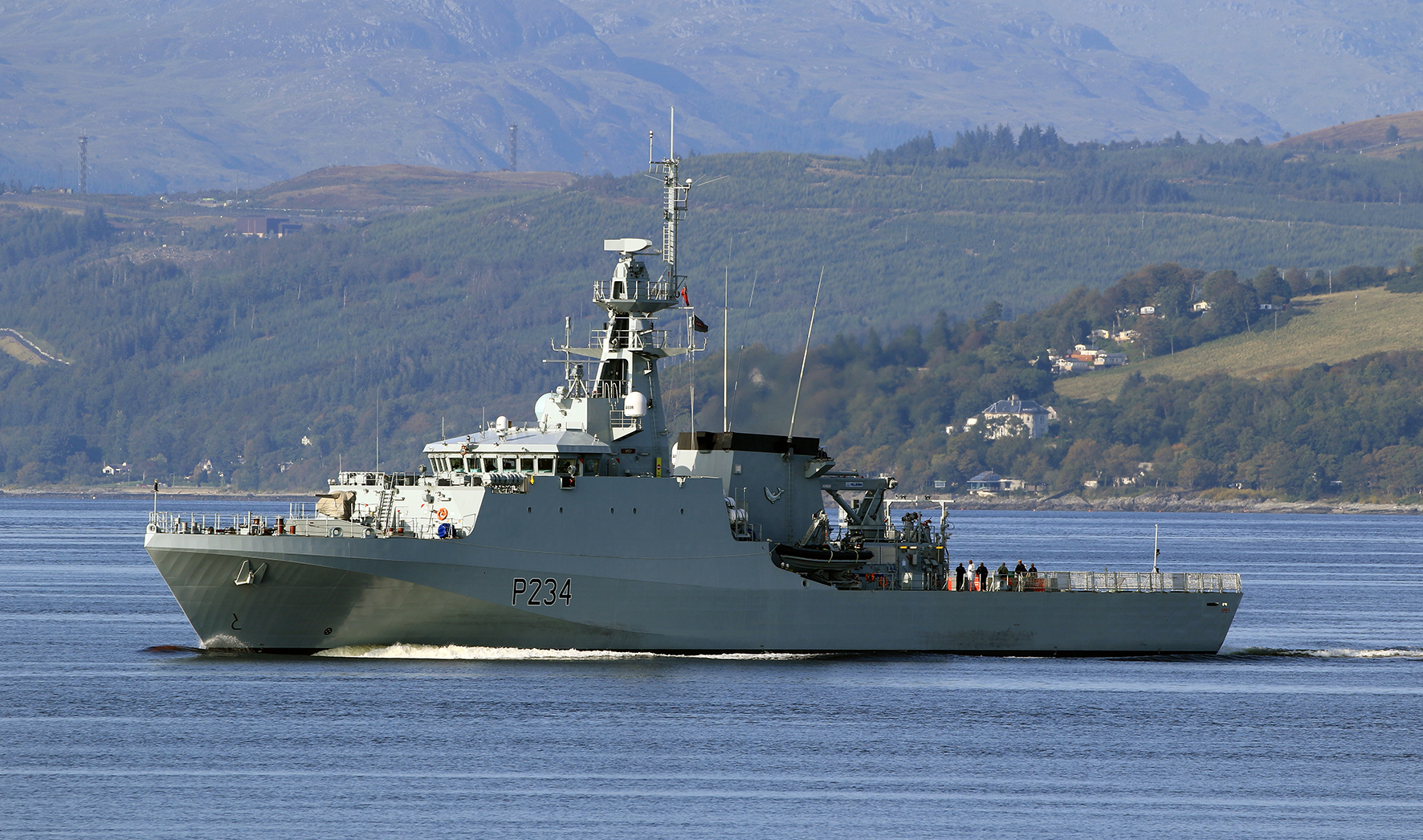
斯佩河號

| 艦級       | 艦名                   | 舷號     | 服役      | 噸位     | 類型     | 母港     | 備註     |
| 河級巡邏艦 |                        |          |           |          |          |          |          |
| 河級巡邏艦 | 第一批次               | 第一批次 | 第一批次  | 第一批次 | 第一批次 | 第一批次 | 第一批次 |
| ---------- | ---------------------- | -------- | --------- | -------- | -------- | -------- | -------- |
| 河級巡邏艦 | HMS Mersey (梅西河號)  | P283     | 2003      | 1,700噸  | 巡邏艦   |          | [ 83 ]   |
| 河級巡邏艦 | HMS Severn (塞文河號)  | P282     | 2003      | 1,700噸  | 巡邏艦   |          | [ 84 ]   |
| 河級巡邏艦 | HMS Tyne (泰恩河號)    | P281     | 2003      | 1,700噸  | 巡邏艦   |          | [ 85 ]   |
| 河級巡邏艦 | 第二批次               |          |           |          |          |          |          |
| 河級巡邏艦 | HMS Forth (福斯河號)   | P222     | 2018      | 2,000噸  | 巡邏艦   |          |          |
| 河級巡邏艦 | HMS Medway (麥德威號)  | P223     | 2019      | 2,000噸  | 巡邏艦   |          |          |
| 河級巡邏艦 | HMS Trent (特倫特河號) | P224     | 2020      | 2,000噸  | 巡邏艦   |          |          |
| 河級巡邏艦 | HMS Tamar (塔馬河號)   | P233     | 2020      | 2,000噸  | 巡邏艦   |          |          |
| 河級巡邏艦 | HMS Spey (斯佩河號)    | P234     | 2021年1月 | 2,000噸  | 巡邏艦   |          |          |

### 核子動力潛艇
有5艘机敏级核潜艇服役中，1艘建造中。2006年12月，當局表示有意以新型潛艇取代4艘現役的先鋒級核潛艇，並將於2028年完成更新，英國將繼續維持一支具有發射潛射核導彈能力的核子潛艦隊。

## 現況

### 人员

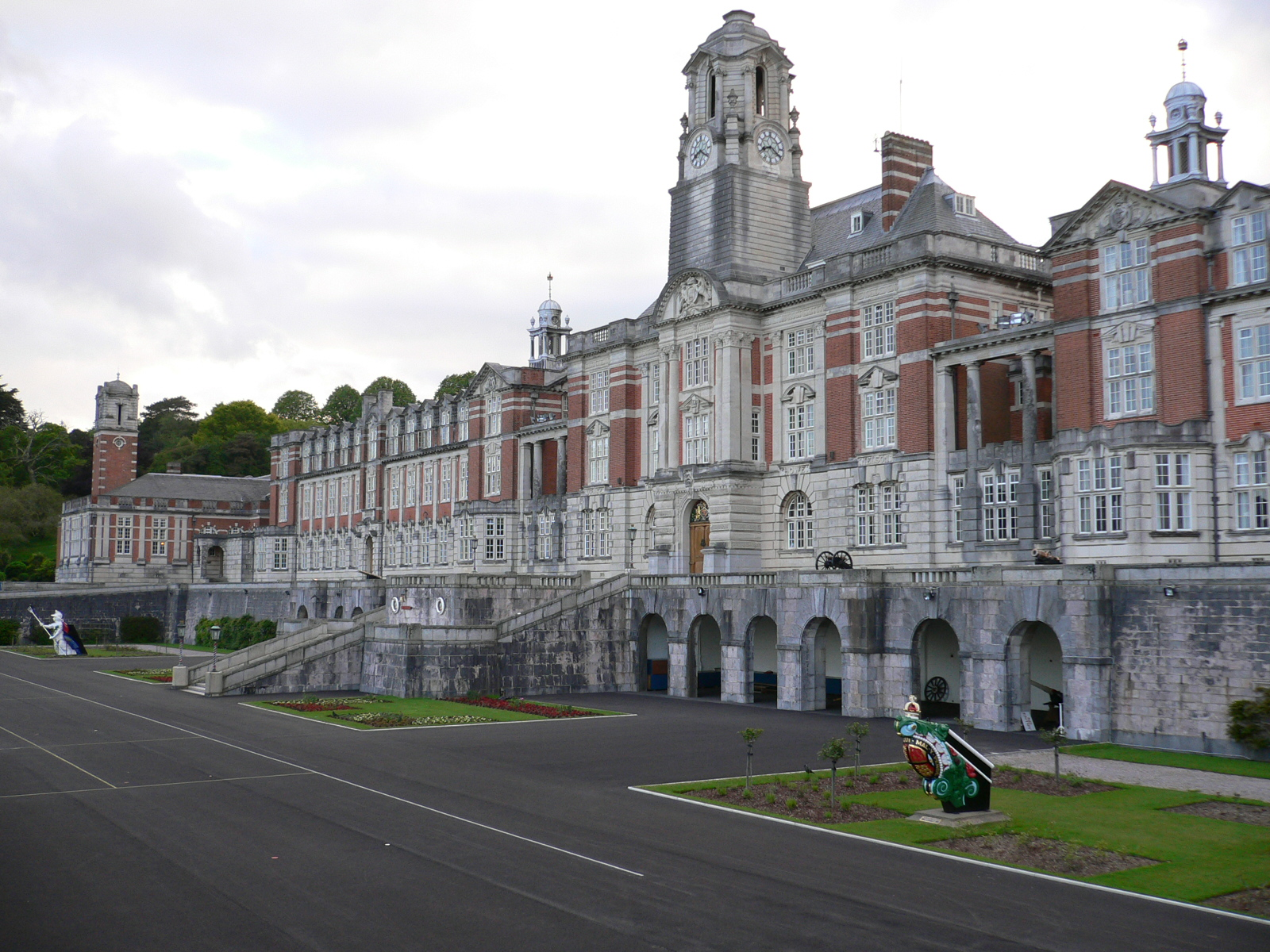
不列颠尼亚皇家海军学院

位于康沃尔郡托波因特的雷利號訓練基地为新入伍军人的基础训练设施。位于德文郡达特茅斯的不列颠尼亚皇家海军学院（Britannia Royal Naval College）则是海军军官的基础训练机构。海军人员分为两个部分：一为常规勤務，包括可参与指挥任务的军官；二为其他類別，包括皇家海軍工兵、醫務兵及后勤官（原称补给官）。现今军官有多种军服，包括蓝色和白色。1917年女性获准加入皇家海军，皇家女子海軍（Women's Royal Naval Service；WRNS）建立，但該部隊在1919年第一次世界大战结束后宣告废除。1939年皇家女子海军重新建立，并一直运作直至1993年官方决定将女性完全整合入皇家海军组织结构中。今日对女性服勤的唯一限制是她们无法在皇家海军陆战队中服役（但可加入陸戰乐队）。
截至2015年1月1日，海军（皇家海军及皇家海军陆战队）现役人数约为32,880人，海上预备役（皇家海軍預備役及皇家海军陆战预备役）3,040人，总人数约为35,920人。除现役之外，所有前现役人员在必须时亦可徵召入伍，称现役预备役。2002年海军总现役预备役人数为26,520人，其中13,720人服役于皇家舰队预备役。2013年4月以来的海军出版物不再将现役预备役总人数，而仅公布皇家舰队预备役中的现役预备役人数。2013年这一数目为7,960人。总人员数目不包括大學皇家海軍訓練隊（相當於儲備軍官訓練團）。

### 水面舰队
大型舰队单位–两栖及母舰
皇家海军的大型舰队单位包括船塢登陸艦及航空母舰。现役两艘航空母舰為伊莉莎白女王級航空母艦及威爾斯親王號航空母艦 (R09)，这些舰船主要在特遣任务中承担主力舰或舰队旗舰职责；现役两艘船塢登陸艦為（白岛号和堡垒号），这些舰船主要负责进行两栖作战，但亦可参与人道援助及其他任务。
皇家海军辅助舰队拥有三艘船坞登陆舰，均为贝级登陆舰，2006年至2007年生产四艘，其中一艘于2011年被出售给澳大利亚皇家海军。2006年11月，第一海务大臣乔纳森·班德上將称：“这些舰船表明皇家海军的战斗能力获得了重大的提升。”

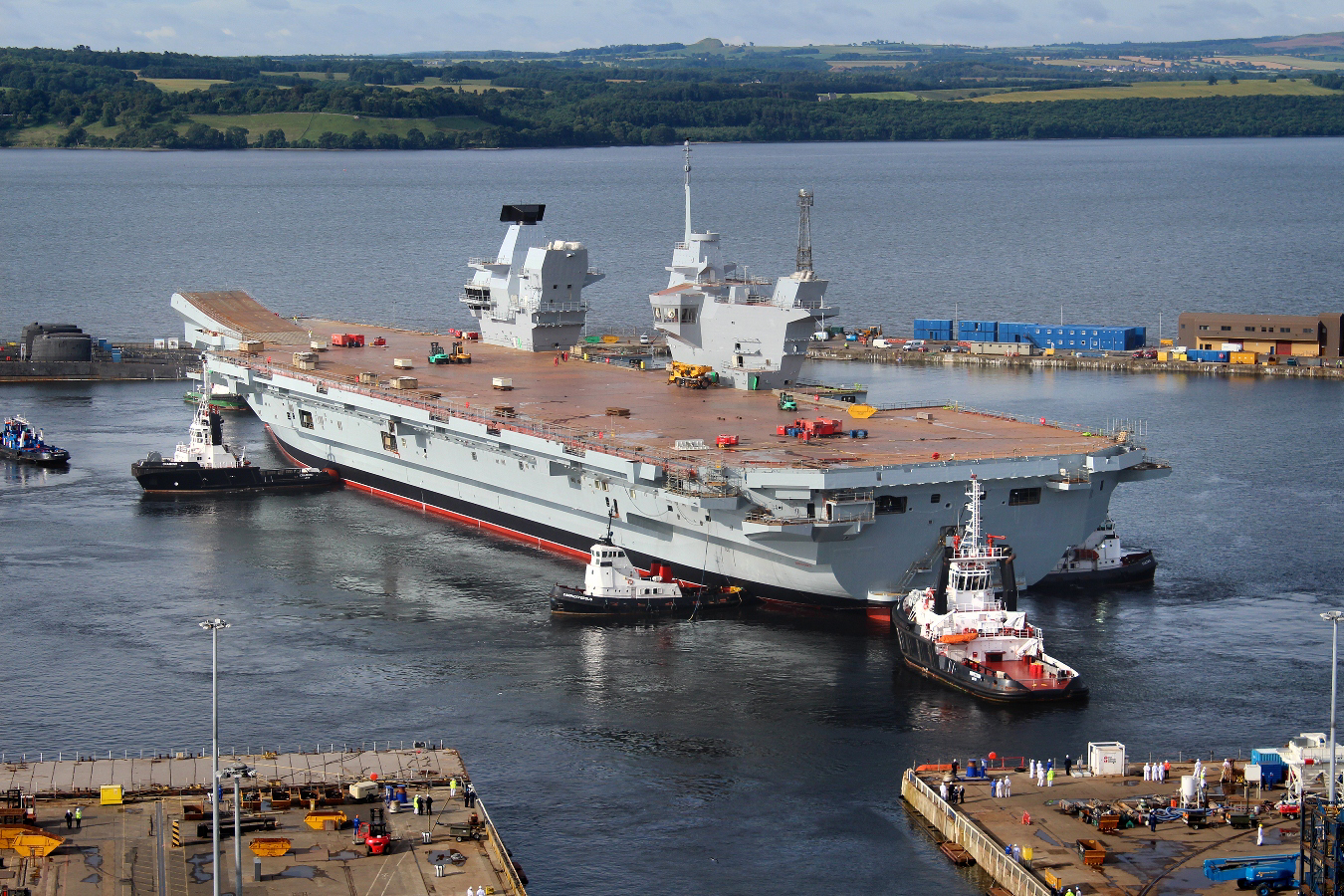
伊丽莎白女王号，首艘伊丽莎白女王级航空母舰

卓越号为伊莉莎白女王級服役前，最后一艘在皇家海军中服役的航空母舰。在2010年海鹞GR9攻击机退役后，在海洋号进行整修时卓越号成为两栖攻击舰；而在海洋号回归后，卓越号于2014年8月28日正式退役。两艘更大的伊丽莎白女王级航空母舰正在建造中，其成本预计达60亿英镑（原先预计成本的两倍），排水量70,600吨，计划于2018年进行飞行测试。两艘航空母舰都将搭载短距起飞垂直着陆机型的F-35闪电II战斗机。媒体猜测其中一艘将处于“长期准备”状态或被出售给盟友以提供“持续航空母舰攻击能力”，英国首相戴维·卡梅伦于2014年威尔士北约峰会上称两艘航空母舰都将进入现役。
主要水面作战力量–驱逐舰及巡防舰
由导弹驱逐舰和巡防舰共同组成的护航舰队为皇家海军的传统粗活承担者。截至2014年1月，现役舰船包括6艘45型驱逐舰和13艘23型护卫舰。其主要职责为为大型主力舰进行护航，保护其免受空中、水面及水下威胁侵扰；其他职责包括承担皇家海军在全球的其他任务，如反毒、反海盗及提供人道援助。

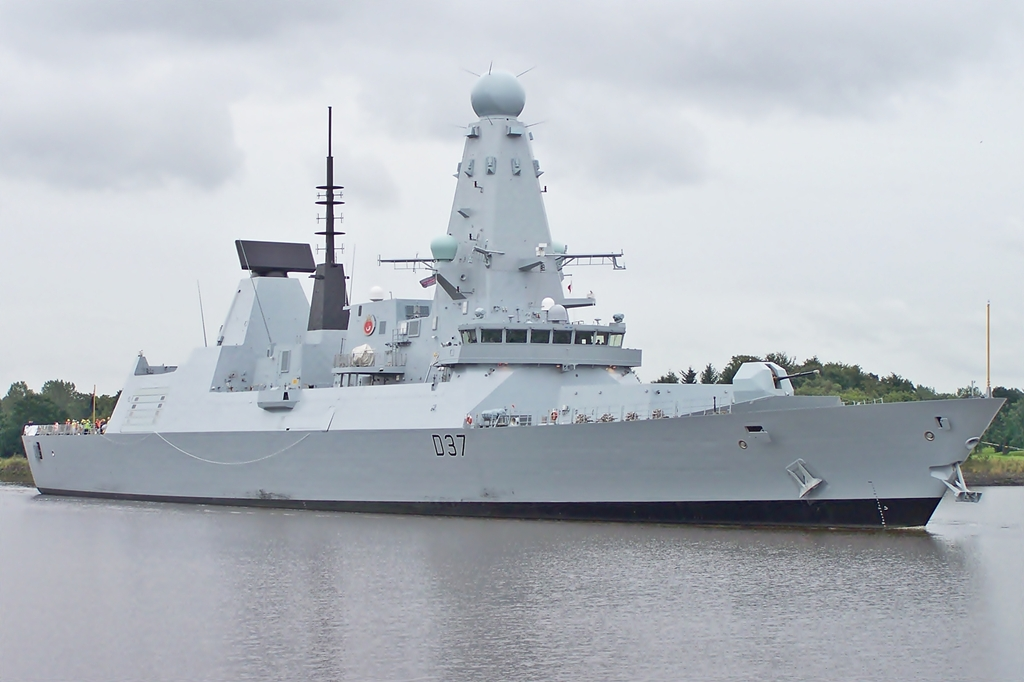
邓肯号为最新的一艘45型导弹驱逐舰

全部六艘45型驱逐舰均已完工并正在服役，邓肯号于2013年9月入伍，为最近且最后一艘服役的45型舰。45型舰取代了原先的42型驱逐舰，主要设计用于反空和反导目的，皇家海军称其任务为“保护舰队免受空中攻击”。其装备了PAAMS（主防空导弹系统；亦称海蛇），整合防空武器系统，包括SAMPSON和S1850M长距离雷达及阿斯特15和30型导弹。
最初有16艘23型巡防舰加入皇家海军，其中最后一艘为圣奥尔本斯号，2002年6月开始服役。2004年国防开支报告宣布其中三艘将提前退伍以减少开支；三艘舰船最终出售给智利海军。2010年战略防御和安全报告称其余13艘舰船日后将为全球作战舰艇取代。
反雷、巡逻和测量船
1990年代初，皇家海军拥有两个级别的离岸巡逻舰，海岛级和较大的城堡级。1997年官方决定以三艘更大的河流级离岸巡逻舰取代之。这三艘船为沃斯珀·桑尼克罗夫特所有，在2013年前由此企业租赁给皇家海军。在这一合同之下，海军可使用这一系列舰船，企业则提供技术支持。2007年7月一艘改造的河级巡逻舰克莱德号开始服役，并成为福克兰群岛的护卫船。2013年11月，官方宣布三艘新的可搭载灰背隼直升机的巡逻舰将自2017年起开始服役。三艘河级巡逻舰是否将被取代，现今仍然不明。2014年10月，国防部宣布三艘巡逻舰名称将为福斯号、梅德韦号级特伦特号。

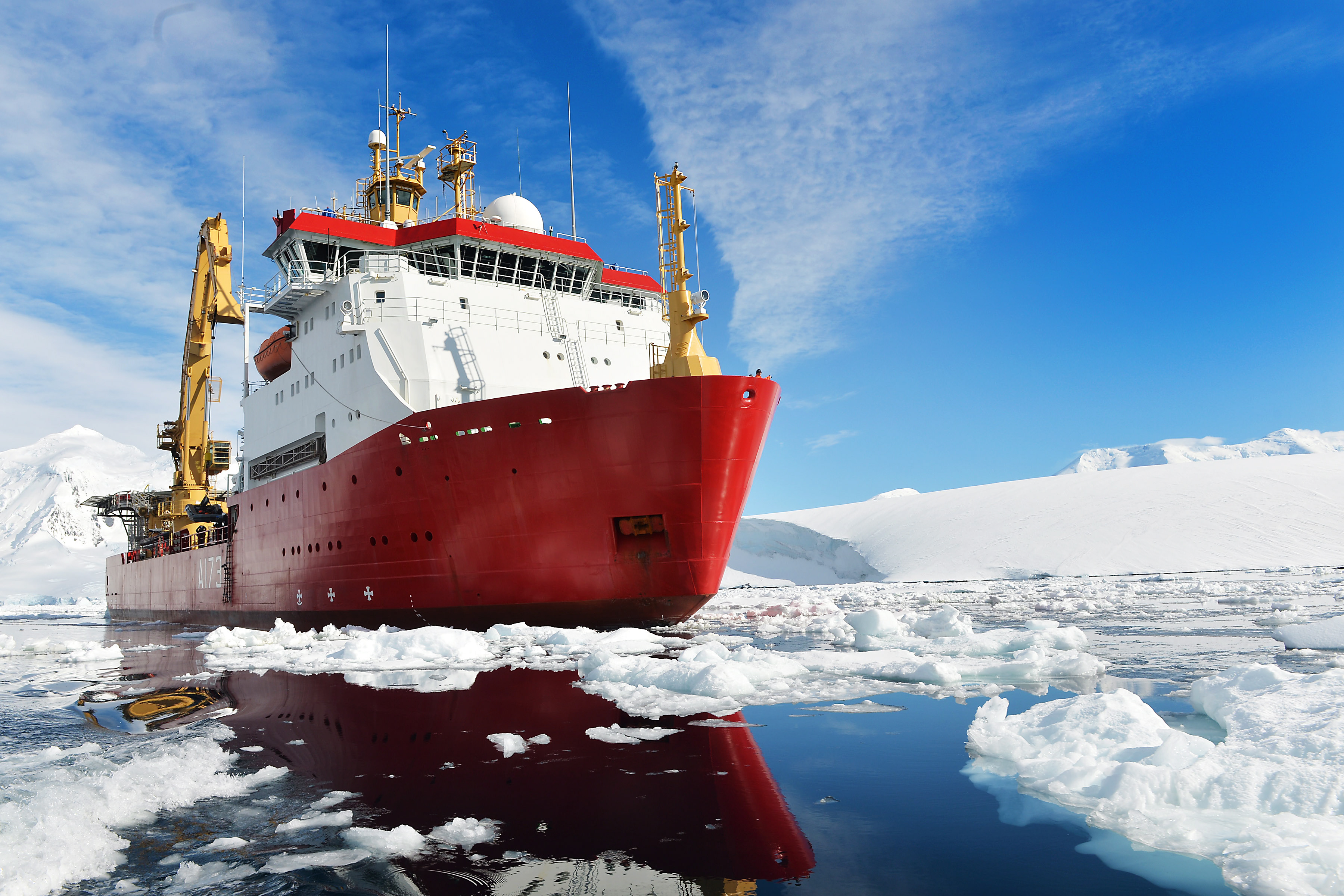
保护者号巡逻舰，皇家海军南极巡逻舰

皇家海军的最大巡逻舰为保护者号，为一南极巡逻舰，负责执行英国南极测量职责。
皇家海军反雷舰船包括七艘桑当级扫雷艇和八艘亨特级反雷艇。亨特级艇结合了传统的扫雷和探雷功能。若有需要，桑当级和亨特级艇均可承担离岸巡逻舰职责。斯科特号为海洋测量船，排水量13,500吨，为皇家海军最大的舰船之一。其他测量船包括两艘回声级多功能舰船（2002年和2003年开始服役）及拾穗者号，其中后者排水量约20吨，为皇家海军现役的最小舰船。

### 潜艇

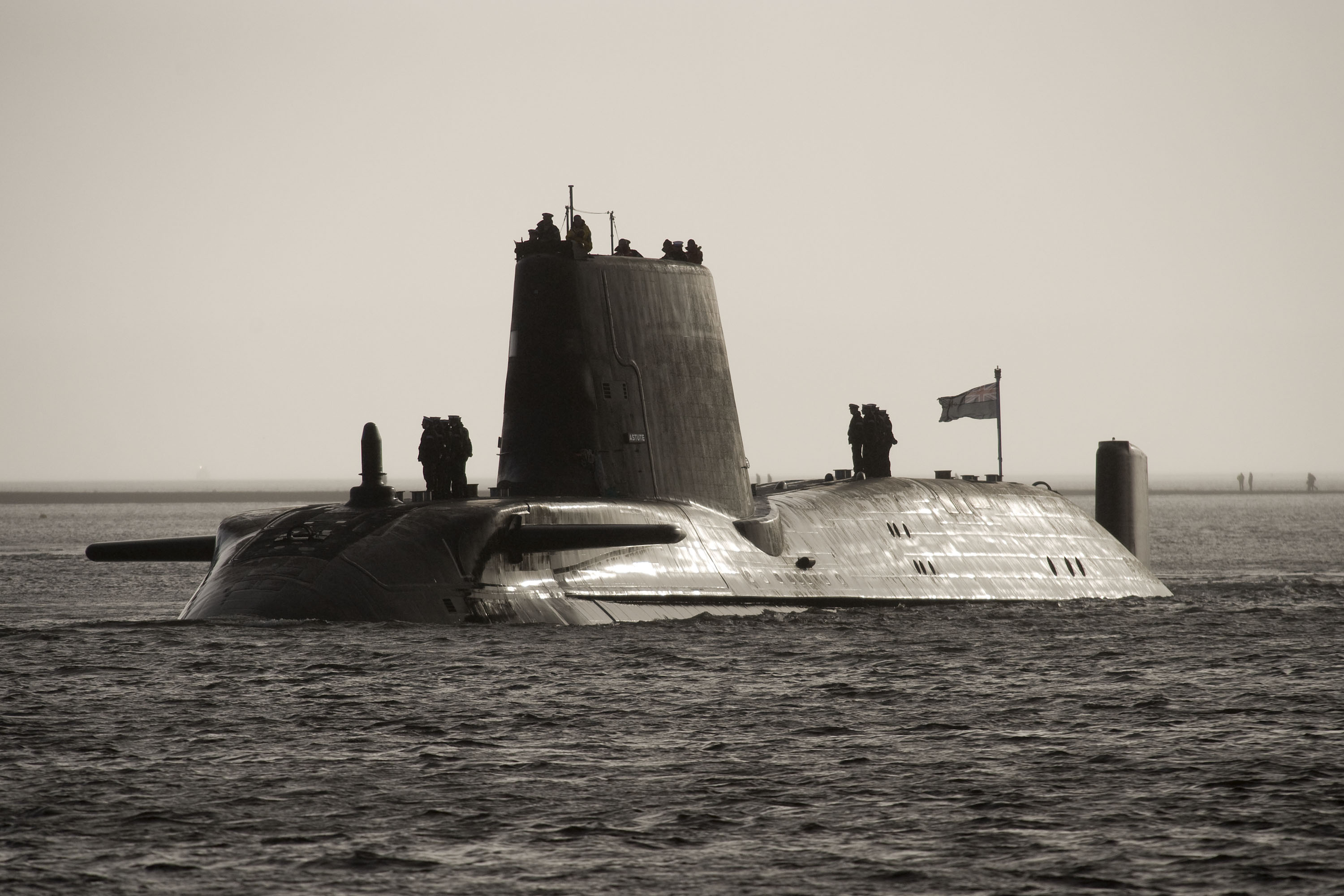
機敏號，首艘机敏级核动力潜艇

海军潜艇队为皇家海军的潜艇组成部分，有时亦称“沉默的艦隊”（Silent Service），于1901年建立。1982年福克兰战争时征服者号击沉贝尔格拉诺将军号，由此称为首艘击沉水面舰船的核动力潜艇。今日的潜艇队包括弹道导弹潜艇及水面潜艇，所有潜艇均为核动力驱动。
皇家海军目前拥有四艘前卫级弹道导弹潜艇，每艘潜艇排水量近16,000吨，装备三叉戟II型导弹（装备核武器）及旗魚鱼雷。2006年12约，英国政府建议以一新级别的四艘弹道导弹潜艇取代前卫级，自2024年开始。这一级别潜艇将保障英国维持一支具备发射核武器能力的弹道导弹潜艇舰队。
现今共有五艘机敏级舰队潜艇服役，另有一艘建造中。机敏级潜艇排水量7,400吨，装备合計38發战斧巡航导弹和旗魚鱼雷。
在2010年战略防御和安全报告中，英国政府重申计划获取七艘机敏级潜艇。

### 舰队航空兵

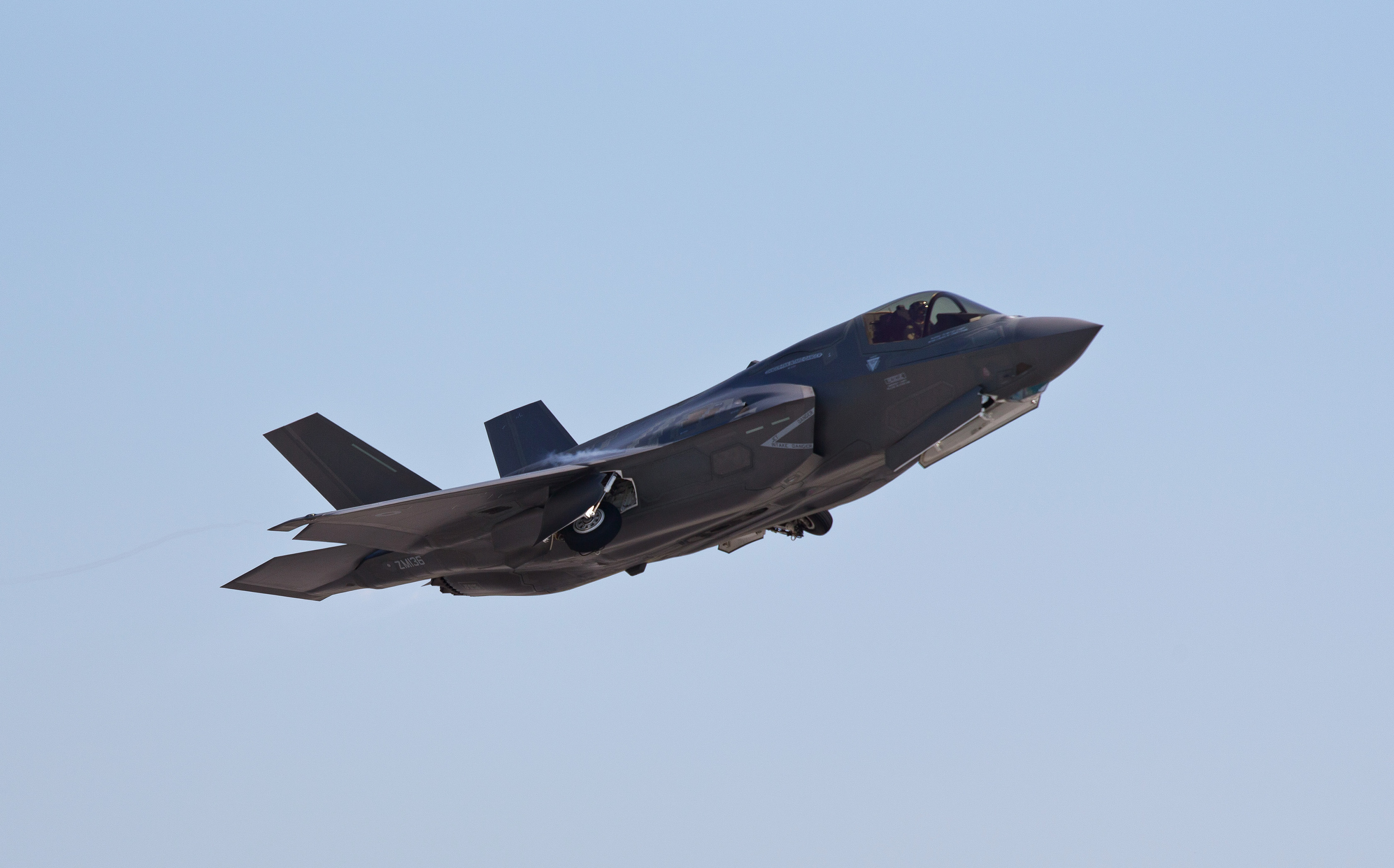
伊丽莎白女王级航空母舰将搭载F-35B战斗机

舰队航空兵（Fleet Air Arm），簡稱艦航兵（FAA），为皇家海军中的海軍航空兵，其历史可追溯至1912年的英国皇家飞行队。舰队航空兵2010年-2018年期間仅运作直升机，包括奥古斯塔伟士兰灰背隼、奥古斯塔伟士兰野猫、伟士兰海王及韦斯特兰山猫直升机。
2010年联合部队海鹞和海鹞GR7/GR9退役后，舰队航空兵當時并无定翼飞机。海军希望同皇家空军协同使用F-35闪电II战斗机B型，英國皇家海軍第809海軍航空中隊计划将成为首个使用这一机型的艦航兵单位。F-35B将为海军最新的伊丽莎白女王级航空母舰搭载，2018年开始进行飞行训练。

### 皇家海军陆战队

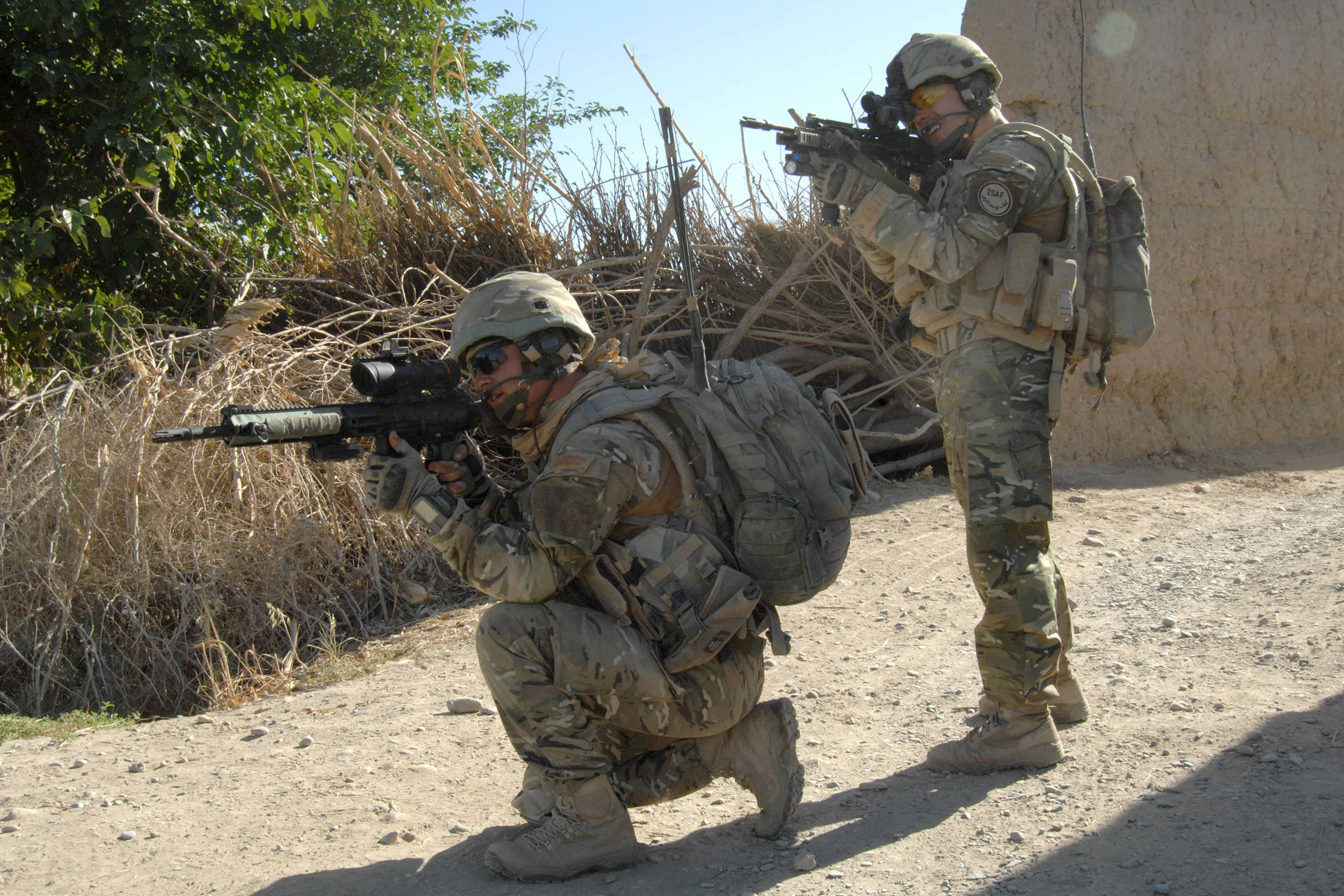
阿富汗桑金的皇家海军陆战队队员，2010年

皇家海军陆战队为两栖专职轻装步兵突击队，拥有在國王陛下政府需求时迅速部署执行海外军事和外交任务的能力。皇家海军陆战队组织为一个高机动性的轻装步兵旅（第三突击旅）及一定数量的独立编队，包括第一皇家海军陆战队突击组、第四十三皇家海军陆战队突击舰队保护组及一个为特种部队支援小组服务的连。海军陆战队可在任何环境和气候条件下执行任务，但其特长及训练主要集中于两栖作战、极地作战、山地作战、远征作战及为英国快速反应部队服务。
皇家海军陆战队参加了一系列的战事，时常同英国陆军一并行动，其中包括七年战争、拿破仑战争、克里米亚战争、第一次世界大战和第二次世界大战。近年海军陆战队亦部署参与远征作战，如福克兰战争、海湾战争、波斯尼亚战争、科索沃战争、塞拉利昂内战、伊拉克战争和阿富汗战争。皇家海军陆战队与盟国的海军陆战队具有紧密的联系，尤其是美国海军陆战队和荷兰皇家海军陆战队。

## 機種列表
| 機型                            | 生產國      | 類型          | 數量                         |
| ------------------------------- | ----------- | ------------- | ---------------------------- |
| F-35B（海軍與空軍共同操作）     | 美国        | 艦載機        | 27                           |
| 奧古斯塔偉士蘭AW101灰背隼直升機 | 英国        | 艦載機        | 至少9架                      |
| 李奧納多AW159野貓直升機         | 義大利 英国 | 反潛機 艦載機 | 34架AH1戰搜型 28架HMA2反潛型 |

## 軍階
| 英國海軍 |          |          |          |          |          |          |          |          |          |          |          |          |          |          |          |          |          |          |          |          |          |          |          |        |        |        |
| 海軍元帥 | 海軍元帥 | 海軍上將 | 海軍上將 | 海軍中將 | 海軍中將 | 海軍少將 | 海軍少將 | 海軍準將 | 海軍準將 | 海軍上校 | 海軍上校 | 海軍中校 | 海軍中校 | 海軍少校 | 海軍少校 | 海軍上尉 | 海軍上尉 | 海軍中尉 | 海軍中尉 | 海軍中尉 | 海軍少尉 | 海軍少尉 | 海軍少尉 | 軍校生 | 軍校生 | 軍校生 |

## 指挥及组织
皇家海军的名义领袖为海军最高上将，此职位暫時懸空。而在1964年至2011年间女王伊丽莎白二世担任这一职位，作为英国君主同时亦任英国三军总司令。海军軍職首長为第一海务大臣，上将军衔，亦为英国国防委员会成员。国防委员会将海军管理职责下放至海軍部委員會，由国防大臣领衔，而海洋军事部则领导海军部，由海军军官及国防部文官组成。这些机构办公地均位于伦敦国防部总部大楼。第一海务大臣亦为海军总参谋长，由海军参谋部支持。

### 组织
舰队司令负责在政府有需求时供给军舰、潜艇及飞机。其权力通过位于朴茨茅斯优异号上的海军司令部行使。作戰指挥部位于伦敦诺斯伍德的诺斯伍德指挥部；此地同时还是英軍的常設聯合指揮部及北约区域指挥部诺斯伍德盟军海洋指挥部。
皇家海军是英国三军中首个将人员及训练指挥（首要人事官负责管理）、作戰和政策指挥整合的部门。2005年舰队总司令部与海军内务司令部合并成为舰队司令部，2008年更名为海军司令部。合并后第二海务大臣继续担任首要人事官。
艦隊作戰的支援情报由国防部国防情报组及其他一些情报部门提供。

### 设施

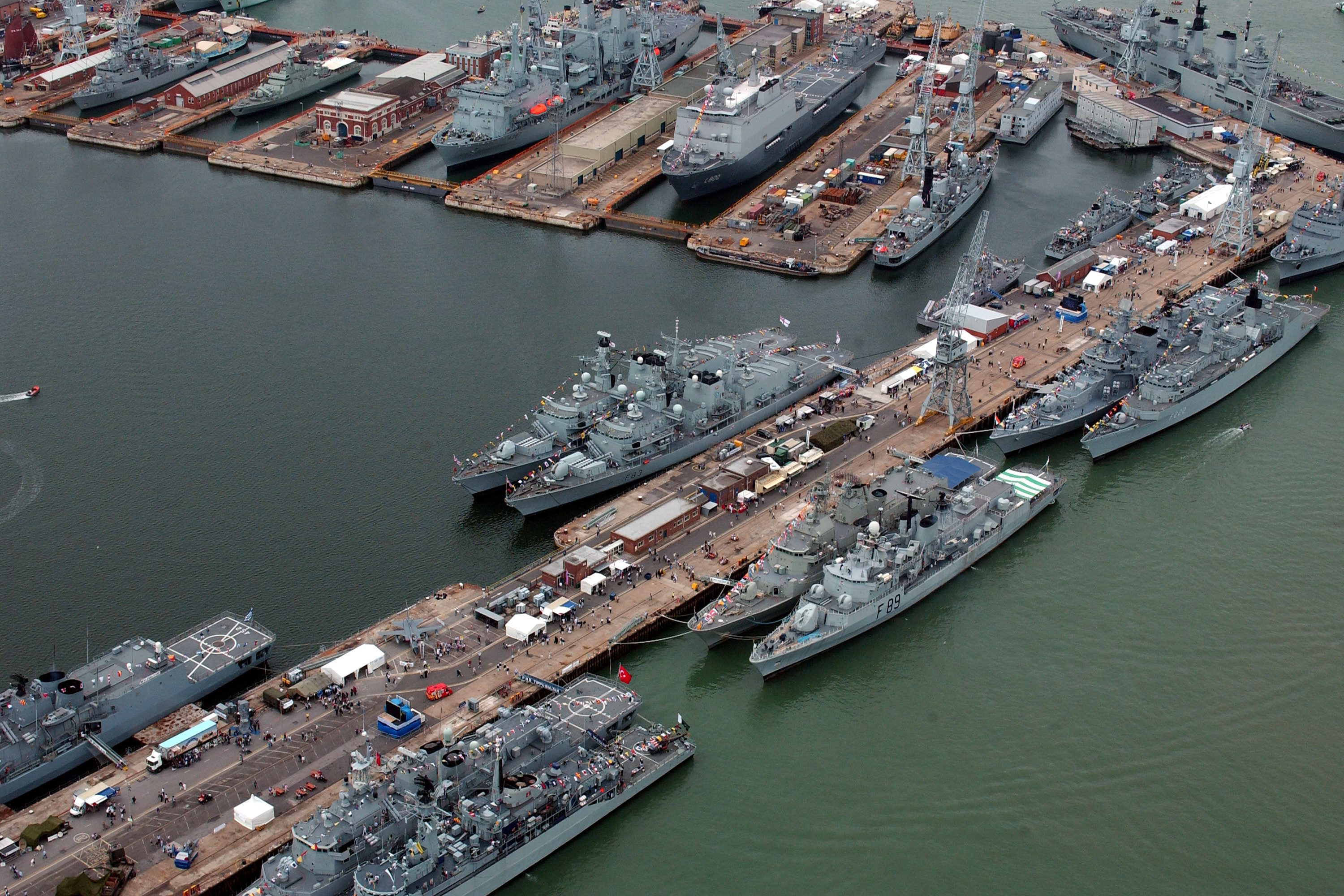
特拉法加海战200周年国际舰队检阅时的朴次茅斯船坞。图中包括来自英国、荷兰、希腊、巴基斯坦和尼日利亚的舰船。

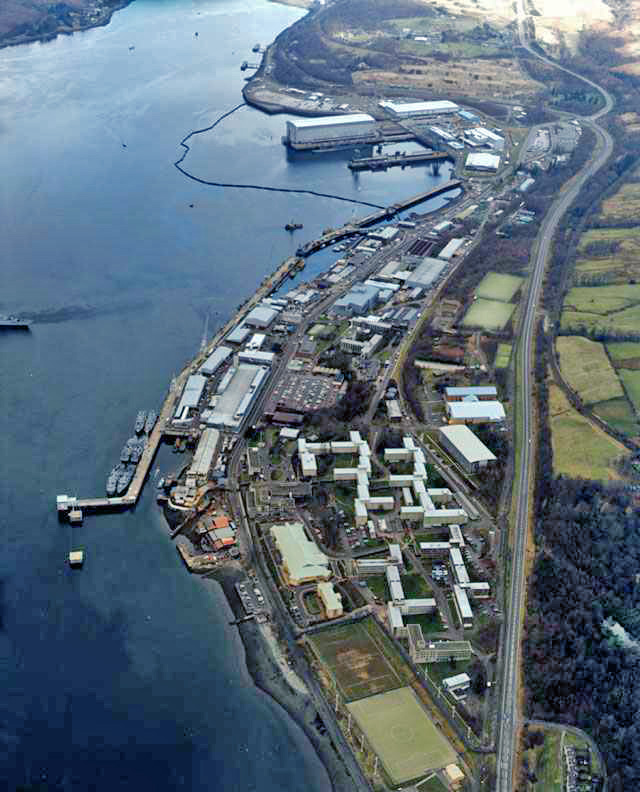
克莱德海军基地，前卫级核潜艇驻地

皇家海军目前在英国境内运营三个海军基地：朴次茅斯、克莱德及普利茅斯德文港，其中德文港为英国及西欧规模最大的海军基地。每个海军基地拥有一个舰队指挥部，由一名海军准将领衔（克莱德则由一名上校领衔），负责为舰队中的舰船和潜艇提供行动力。皇家海军陆战队第三突击旅由一名准将领衔，驻于普利茅斯。历史上皇家海军在全球各地均设有皇家海军船坞，在船坞中海军船只进行检修和改造。今日皇家海军只运营四个船坞：德文港、法斯兰、罗塞斯和朴次茅斯。在2006年和2007年初的海军基地报告中，国防大臣德斯·布朗称所有海军基地将继续运营，但在人力上将有所裁減。
未来皇家海军军官的训练机构为不列颠尼亚皇家海军学院，位于德文郡达特茅斯附近。海员的训练机构则为康沃尔郡托波因特的雷利號訓練基地，位于德文港海军基地附近。
许多海军人员同国防部及国防装备与保障局有雇佣关系，或是参与同英国陆军和皇家空军进行的交换项目。少数人员亦同其他政府部门或盟军舰队进行交换，如美国海军。皇家海军亦将其人员派往海外基地以及世界各地以支援当前军事行动和部署。十九人目前驻于直布罗陀以支援皇家海军唯一常駐海外的分舰队——直布罗陀分舰队。少数人员驻于福克兰群岛的东海湾军港及快活嶺皇家空軍基地。还有一定数量的人员驻于迪戈加西亚岛、迈阿密、新加坡、迪拜及其他地点。
2014年12月6日，英国外交部宣布其将扩建位于巴林的英国海军设施，以支援部署于波斯湾的大型皇家海军舰船，扩建完成后这一设施将成为英国自1971年撤离后首个位于苏伊士以东的常設军事基地。该基地预计将能够容納45型驱逐舰和伊丽莎白女王级航空母舰。

## 歷史上的著名艦隻
勝利號風帆戰列艦

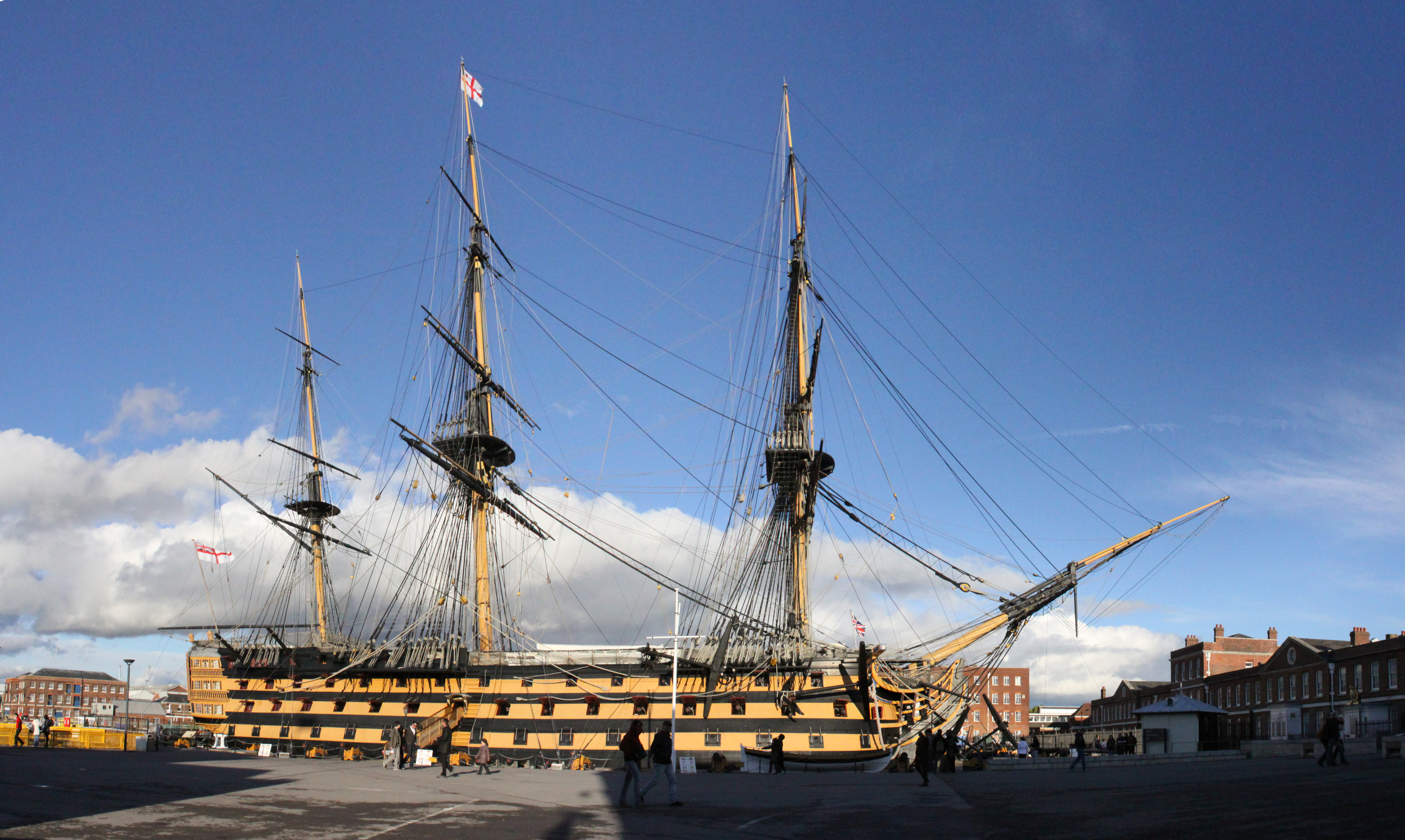
現今的勝利號戰艦

- 是一艘英國皇家海軍的一級風帆戰列艦，1759年開建，在1765年建成。它在美國獨立戰爭爆發時分別在1778年至1781年其間參與阿申特島戰役；之後的1797年的法國大革命中，參與聖文生角之役，並大勝西班牙海軍。它之後又在拿破崙時期時參與特拉法加之役，其間因作為納爾遜中將的旗艦並且大破法蘭西聯合艦隊而聞名於世。勝利號戰艦也是現存最古老的戰艦。現在停放於英格蘭的樸次茅斯港的乾船塢，作為一所浮動博物館使用。

無畏號戰列艦

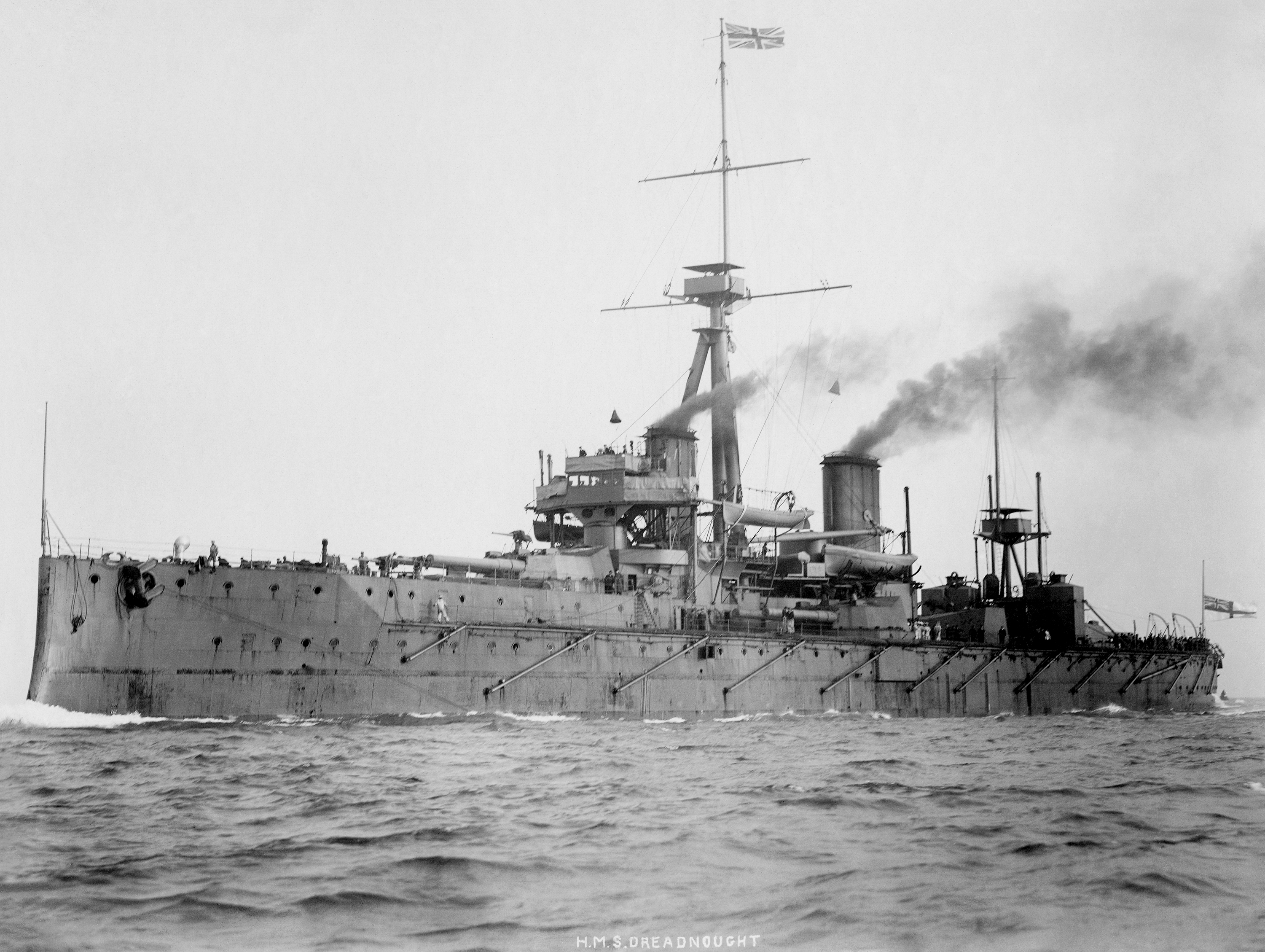
無畏號戰艦

- 是一艘英國皇家海軍的一種劃時代設計的戰艦。它遠優於同時期的同類軍艦，是史上第一艘無畏艦。

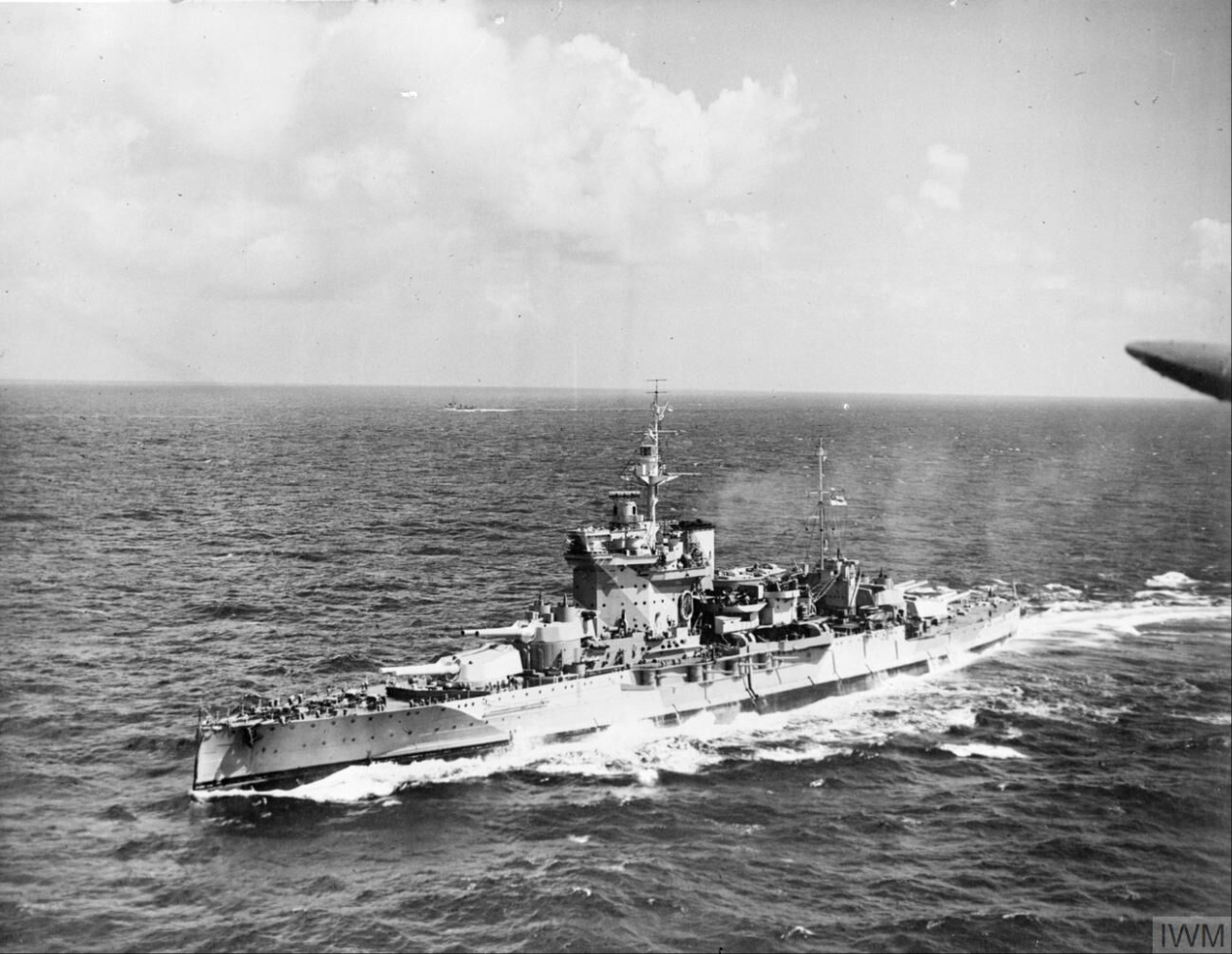
厭戰號戰列艦
- 是英國皇家海軍的一艘伊麗莎白女王級戰列艦。1913年12月26日達文波特英國皇家船廠下水的該艦至今是英國海軍最負盛名的艦隻之一。厭戰號在二戰期間因獲安德魯·康寧漢爵士讚譽而得到綽號「可敬的老女士」而聞名。厭戰號與其他同級艦一樣由兩人共同設計。其中之一為約翰·阿巴斯諾特·費舍爾爵士，他在史上第一艘無畏艦：無畏號戰列艦下水時便是第一海務大臣。另一位為溫斯頓·邱吉爾，當時的海軍部長，促成伊麗莎白女王級戰列艦從設計到建造的首要角色。他勸說已退休的費舍爾爵士重新出山後，受到後者造艦思想的影響。

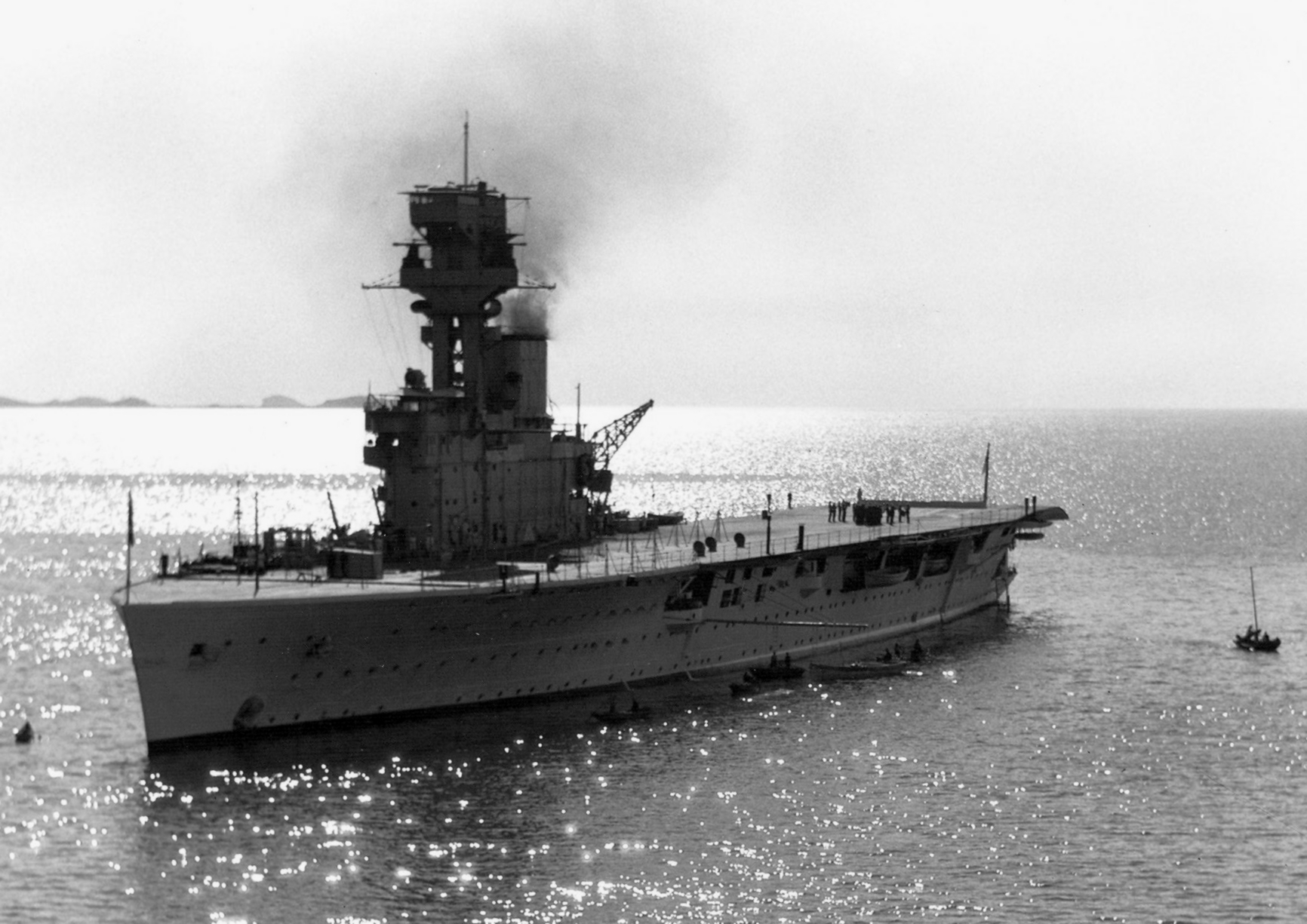
競技神號航空母艦
- 是英國皇家海軍設計建造的航空母艦。「競技神」號航空母艦是英國皇家海軍於1917年訂購的，是第一艘專門設計的正規航空母艦，被認為是現代航空母艦的始祖。「競技神」號於1918年開工建造，由於第一次世界大戰結束，以及結構布局需要進行大量的實驗，建造工程進度緩慢，1923年才完工服役，使得比較晚建造的大日本帝國海軍航空母艦「鳳翔號」搶先「競技神」號成為第一艘完工的正規航空母艦（鳳翔號於1922年完工）；「競技神」號採用蒸汽輪機為動力，航速為25節，採用全新的設計：封閉式的艦首，將艦橋、桅杆和煙囪合并成大型艦島位於全通式飛行甲板的右側。當時載機數量為20架，隨着艦載飛機尺寸加大，載機數量下降到16架。第二次世界大戰中，1942年4月在印度洋錫蘭，「競技神」號被日本帝國海軍第1航空艦隊航空母艦編隊的艦載飛機擊沉。

反擊號戰鬥巡洋艦與威爾斯親王號戰艦
- 這兩艘戰艦之所以留名，即是戰爭史上首艘並非受到傳統式攻擊（即艦炮、艦載機砲等）擊沉的戰艦，而是在飛機機載魚雷和炸彈攻擊下擊沉。這兩艘戰艦是當時號稱｢最強的戰艦｣，然而在第二次世界大戰西太平洋戰區馬來亞海戰中，被日軍陆基轰炸机攻擊而沉沒，令聞訊的首相邱吉爾和朝野大驚。

錫菲號導彈驅逐艦與高雲地利號導彈驅逐艦
- 該兩艦均為英國皇家海軍的42型驅逐艦，於1982年的福克蘭戰爭當中，被阿根廷海軍航空兵分別以導彈及炸彈擊沉。此等軍艦的沉沒，不僅令同級軍艦的設計弊端浮現，更迫使皇家海軍、以至其他西方國家著手改善新建軍艦的防空及損管能力。

### 書籍
- Beatson, Robert.  3. Strachan. 1790. OCLC 937652092.
- Brown, D. K.; Moore, George. . Seaforth. 2012. ISBN 9781848321502.
- Browning, Reed. . St. Martin's Press. 1993. ISBN 9780312094836.
- Clodfelter, Michael. . McFarland & Co Inc. 2017. ISBN 9780786474707.
- Grimes, Shawn T. . Boydell. 2012. ISBN 9781846158179.
- Harding, Richard. . Frank Cass. 2005. ISBN 9780203337684.
- Howard, David Armine. . Carroll & Graf. 2003. ISBN 9780786712496.
- Hyde-Price, Adrian. . London: Routledge. 2007. ISBN 1134164408.
- Kennedy, Paul. . London: Fontana. 1989. ISBN 9780049090194.
- Nelson, Arthur. . Conway Maritime Press. 2001. ISBN 9780851777856.
- Potter, E. B. . Naval Institute press. 1984. ISBN 9780870216077.
- Rodger, N.A.M.  1. Harper Collins. 1997. ISBN 9780006388401.
- Rodger, N.A.M.  2. Penguin. 2004. ISBN 9780141026909.
- Rose, Lisle A.  2. University of Missouri Press. 2006. ISBN 9780826216946.
- Simms, Brendan. . Penguin Books. 2008. ISBN 9780465013326.
- Sondhaus, Lawrence. . New York: Routledge. 2001. ISBN 9780415214780.
- Stanton, Charles. . South Yorkshire: Pen & Sword Maritime. 2015: 225–226.
- Willmott, H. P. . Indiana University Press. 2009. ISBN 9780253352149.
- Willmott, H. P. . Indiana University Press. 2010. ISBN 9780253353597.
- Wilson, Ben. . Weidenfeld & Nicolson. 2013. ISBN 9780297864080.
- Winfield, R. . Seaforth. 2007. ISBN 9781844157006.

## 外部連結
- 英國皇家海軍官方網站 （页面存档备份，存于）
- 英國水師考: 一卷, Volumes 38-48 By John Fryer, 鍾天緯, 張蔭桓 (鴻文書局), 1896.